# Musée national de Chine
Le Musée national de Chine (chinois simplifié : 中国国家博物馆 ; chinois traditionnel : 中國國家博物館 ; pinyin : Zhōngguó guójiā bówùguǎn) est situé à l'est de la place Tian'anmen, à Pékin, en Chine. Ce musée a pour objectif de montrer les arts et l'histoire de la Chine. Il est dépendant du ministère de la Culture (en). C'est l'un des plus grands musées du monde.
Le Musée national de Chine est le résultat de l'union de deux musées de Pékin en 2003 : le musée de l'Histoire de Chine (créé en 1912) et le musée de la Révolution chinoise.
Il couvre l'histoire du territoire chinois, de la Préhistoire, il y a 1,7 million d'années, jusqu’à la fin de l'Ancien Régime, sous la dynastie Qing, en 1911.
En 2017, le Musée national de Chine était le premier musée visité au monde avec 7 550 000 visiteurs, avant le musée national de l'air et de l'espace à Washington D.C. et le musée du Louvre qui en ont accueilli respectivement 7,5 millions et 7,4 millions.

## Histoire des bâtiments
Le nouveau musée a été créé en 2003  par la fusion des deux musées distincts qui occupaient le même bâtiment depuis 1959: le musée de la Révolution chinoise dans l'aile Nord (à l'origine Bureau du Musée national de la Révolution fondé en 1950 pour préserver l'héritage de la guerre civile chinoise) et du Musée national d'Histoire chinoise dans l'aile Sud (à l'origine à la fois Musée national d'Histoire de Pékin, fondé en 1949, et Bureau préliminaire du Musée national d'Histoire, fondé en 1912, chargé de sauvegarder l'héritage historique plus vaste de la Chine).
Le bâtiment du musée d'Histoire chinoise a été achevé en 1959, l'architecte étant Zhang Kaiji. Il s'agissait alors de l'un des dix grands bâtiments célébrant le dixième anniversaire de la fondation de la République populaire de Chine. Il complète la composition, autour de la place Tianan'men, en faisant face, de l'autre côté de la place, au palais de l'Assemblée du Peuple qui a été construit en même temps, en 1959. La structure couvre 6,5 ha avec une longueur frontale de 313 m, et une hauteur de quatre étages totalisant 40 m. La façade présente dix piliers carrés d'ordre colossal, en son centre.
Le musée de la Révolution chinoise est né du bureau préparatoire du musée de la Révolution centrale qui a vu le jour en mars 1950. Le bureau préparatoire a été installé, dans les premiers temps, dans la cité circulaire (Tuancheng) du parc Beihai, et a déménagé dans la salle de la Vaillance martiale de la Cité interdite peu après. En octobre 1958, un nouveau bâtiment a pris forme à l'est de la place Tian'anmen. En août 1959, le bâtiment a été achevé. L'année suivante, au mois d'août, le musée de la Révolution chinoise était en place et le Bureau préparatoire a été supprimé. L'ouverture officielle a eu lieu le 1er juillet 1961.
En septembre 1969, le musée d'Histoire chinoise et le musée de la Révolution chinoise ont été regroupés en musée de la Révolution et d'Histoire de Chine. Plus tard, au début des années 80, ils sont retournés dans leurs bâtiments séparés. Le Musée national de Chine a été inauguré le 28 février 2003.
Il a été fermé à nouveau pour rénovation et reconstruction en 2007 et a rouvert le 1er mars 2011. L'exposition sur le thème de la route du rajeunissement, pour célébrer le 60e anniversaire de la République populaire de Chine en 2009, est la première exposition dans le nouveau Musée national de Chine.
Après quatre ans de rénovation, le musée a rouvert ses portes le 17 mars 2011, avec 28 nouvelles salles d'exposition, plus du triple de l'espace d'exposition précédent, et des installations d'exposition et de stockage ultramodernes. Il a une superficie totale de près de 200 000 m2. Les rénovations ont été conçues par l'agence allemande Gerkan, Marg and Partners.

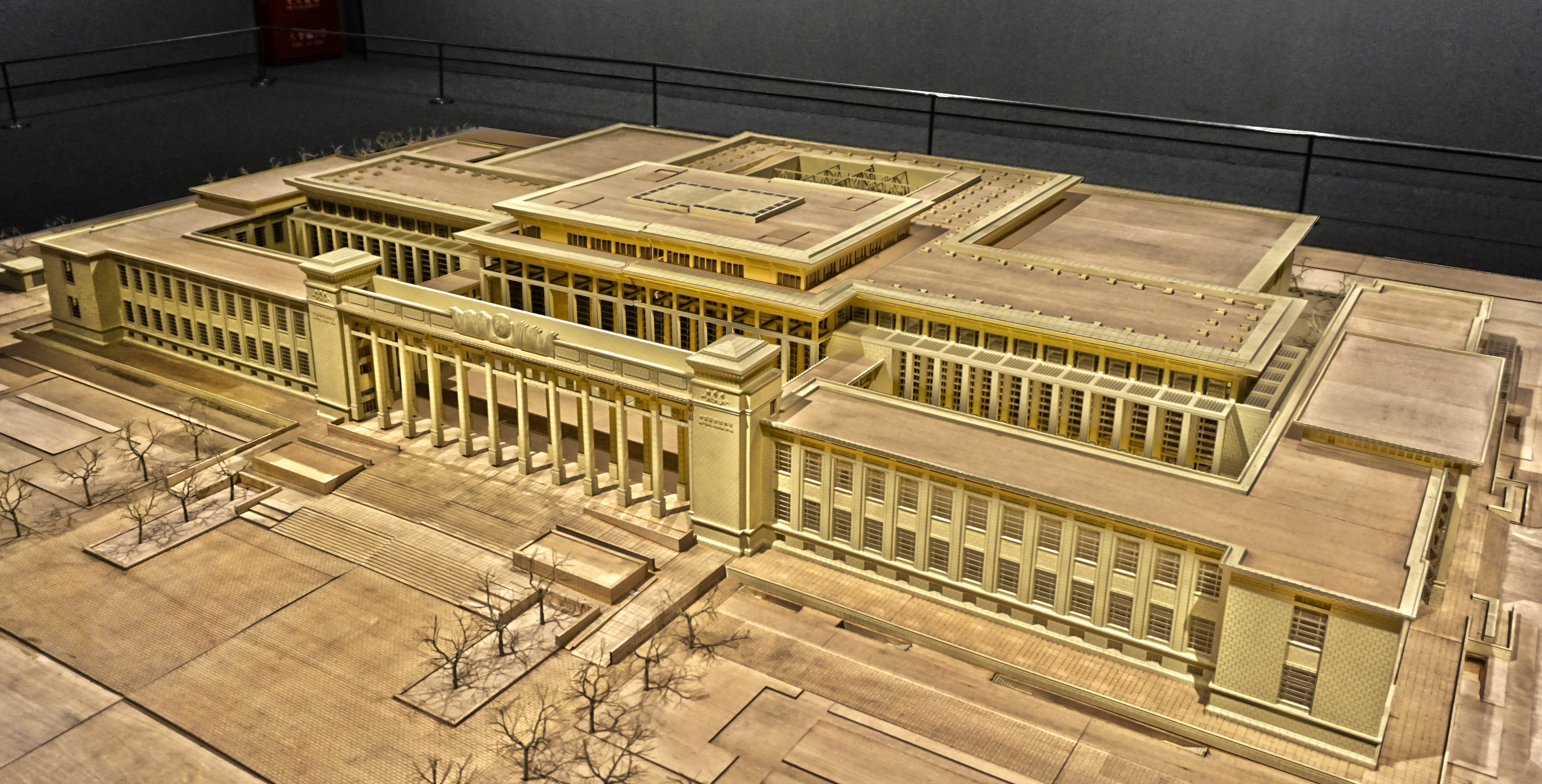
Maquette de l'actuel Musée national de Chine
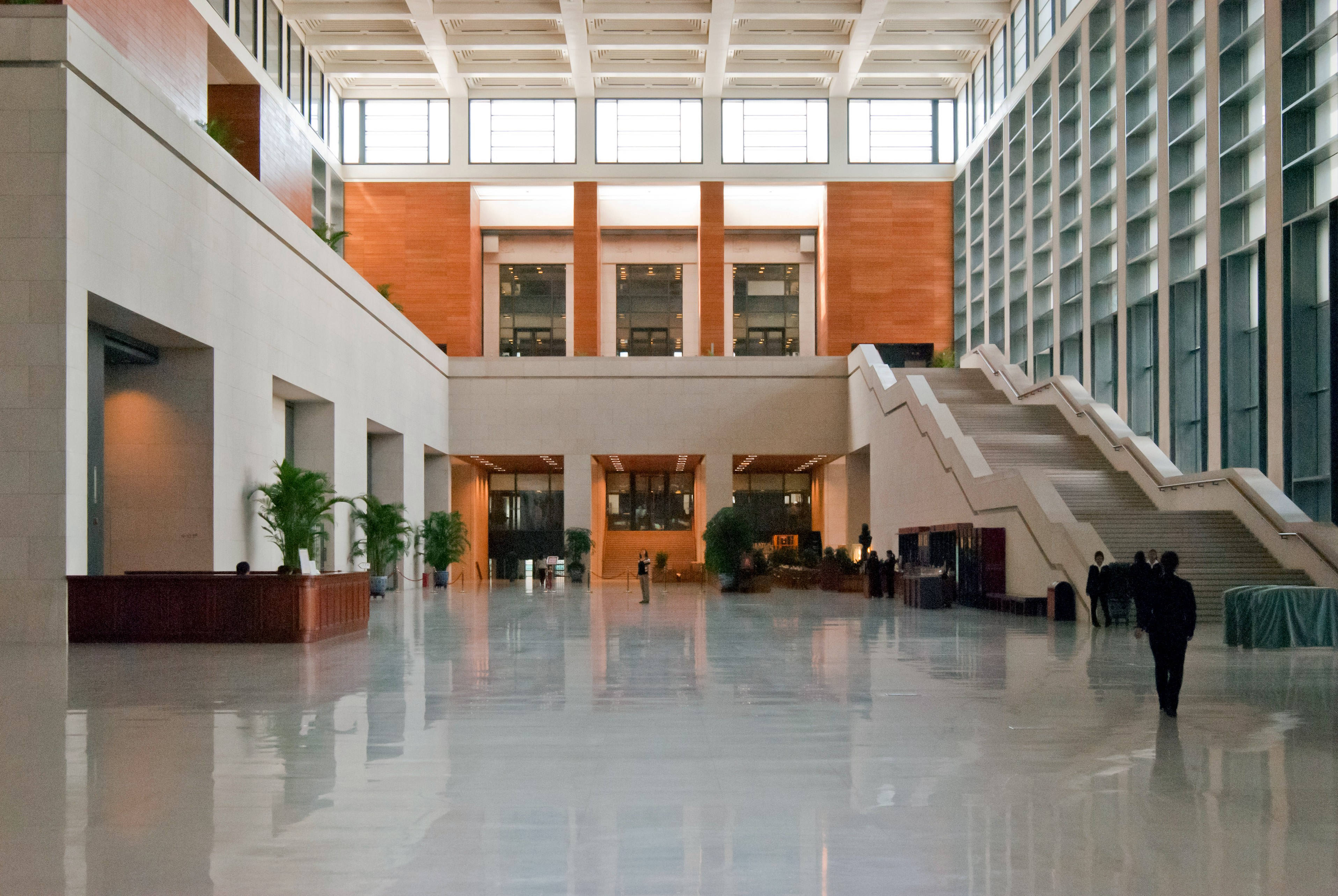
Hall d'entrée et rampe
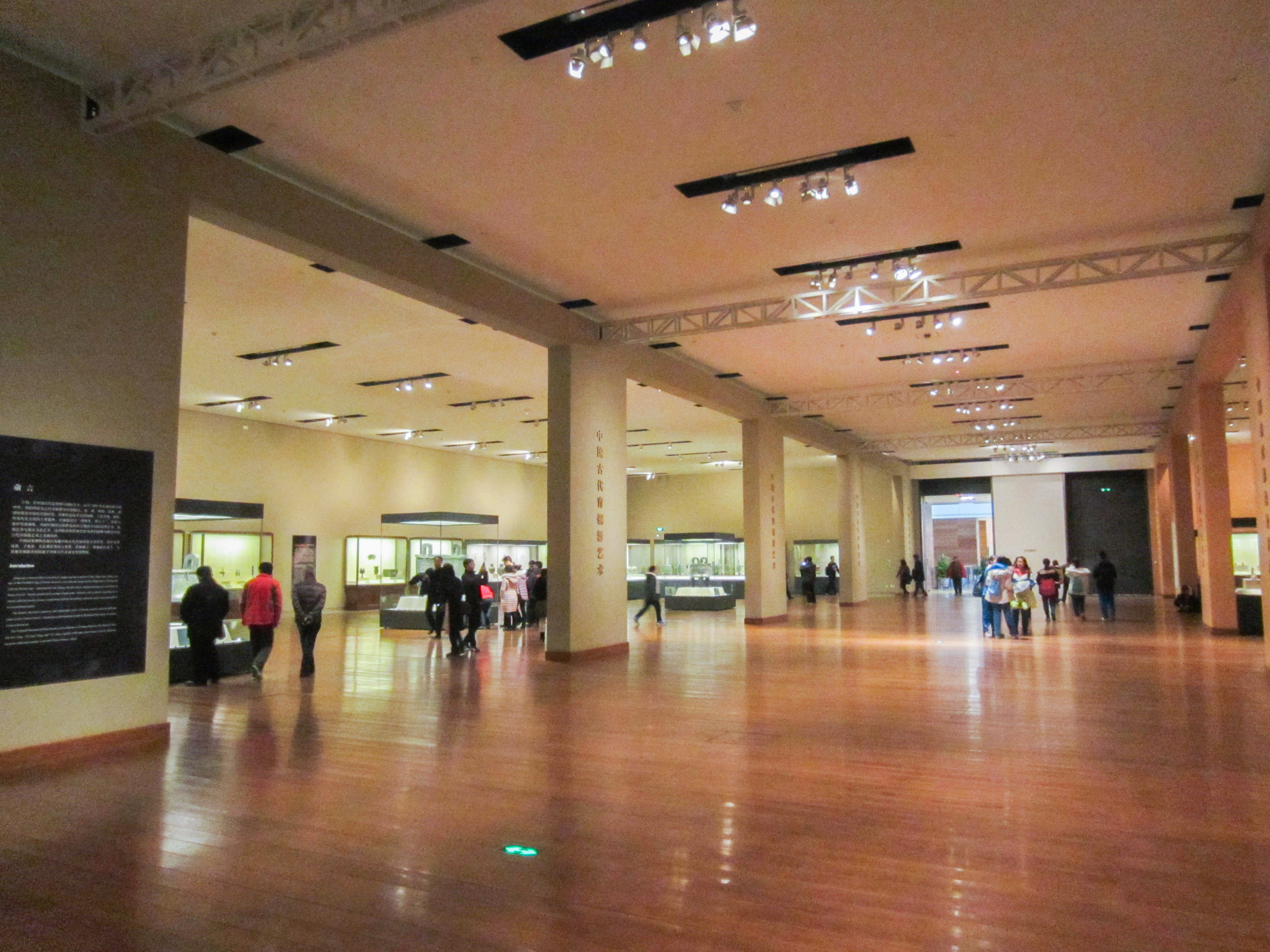
Une salle des bronzes, avec le Houmuwu Ding

## Collections

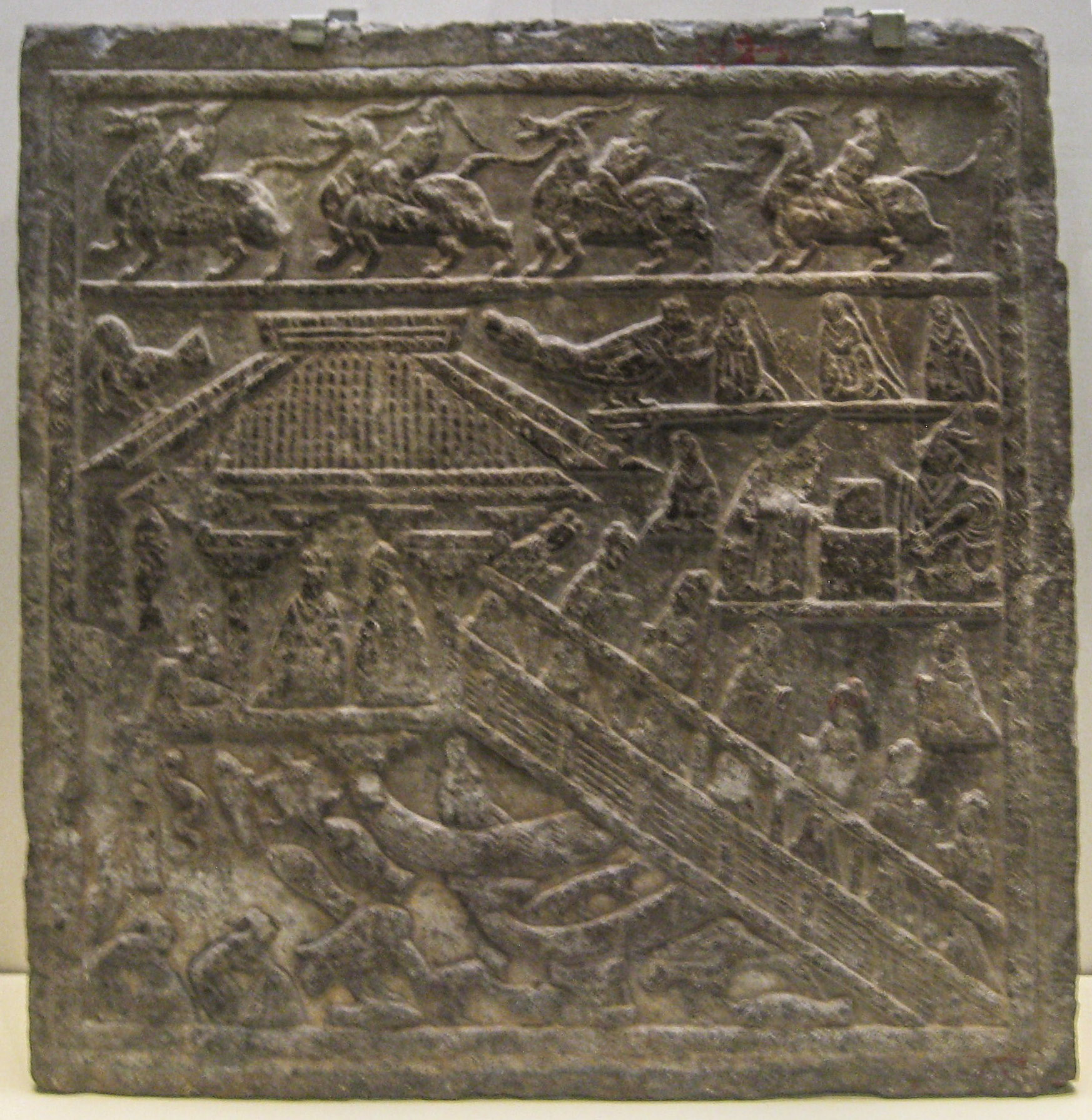
Sculpture sur pierre de la dynastie des Han de l'Est, avec représentation d'un pavillon au bord d'un lac. Dans le coin supérieur droit, le guérisseur divin Bian Que 扁鵲 (représenté comme un oiseau à tête humaine) traite trois malades par acupuncture ; au-dessous, deux personnages jouent au jeu de Liubo.

Le musée, couvrant l'histoire chinoise depuis l'homme de Yuanmou d'il y a 1,7 million d'années jusqu'à la fin de la dynastie Qing (la dernière dynastie impériale), possède une collection permanente de 1 050 000 objets, avec de nombreux objets précieux et rares que l'on ne trouve dans aucun autre musée en Chine ou dans le reste du monde, des unica.
Parmi ces objets figurent :
- le Houmuwu ding (en) de la dynastie Shang, ding (chaudron) l'un des plus gros objets d'art anciens en bronze connus (110 × 79 × 133 cm), pour un poids de 832 kg[9] ;
- le Zun carré aux quatre chèvres (en), vase zun en bronze de la dynastie Shang, de forme carrée, orné de quatre têtes de chèvres, -XIIIe siècle ;
- le Guoji Zibai (en), grand bassin en bronze en forme de baignoire, comportant une grande inscription, de la dynastie Zhou de l'Ouest ;
- un bronze incrusté d'or de la dynastie Qin (de type Fu), en forme de tigre ;
- un costume de sépulture en jade cousu avec du fil d'or des Han de l'Ouest, et une collection très riche de céramiques des Tang et Song.

Le musée possède également une importante collection numismatique, dont 15 000 pièces données par Luo Bozhao (en). Enfin, ce musée expose par rotation de très nombreuses peintures chinoises et des sculptures, anciennes et modernes, d'une exceptionnelle diversité.
Une exposition permanente, intitulée « La Route du rajeunissement », présente l'histoire récente de la Chine depuis le début de la première guerre de l'opium, mettant l'accent sur l'histoire du Parti communiste chinois et ses réalisations politiques.

### Sculpture

Sculptures
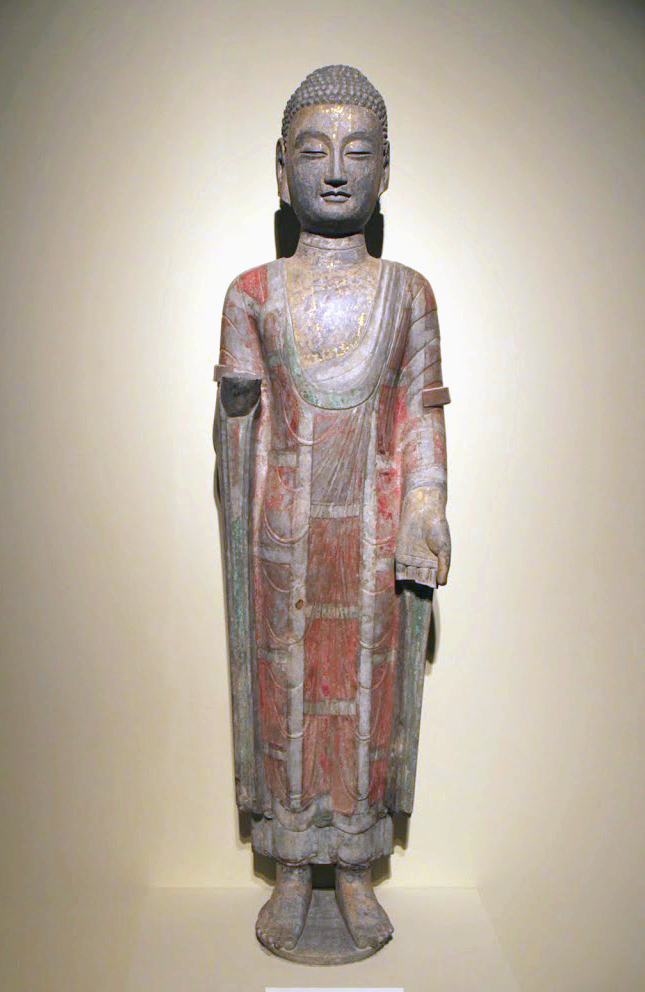
Buddha debout. Grès avec traces de polychromie, H. env 1,50 m. Époque des Qi du Nord (550-577)
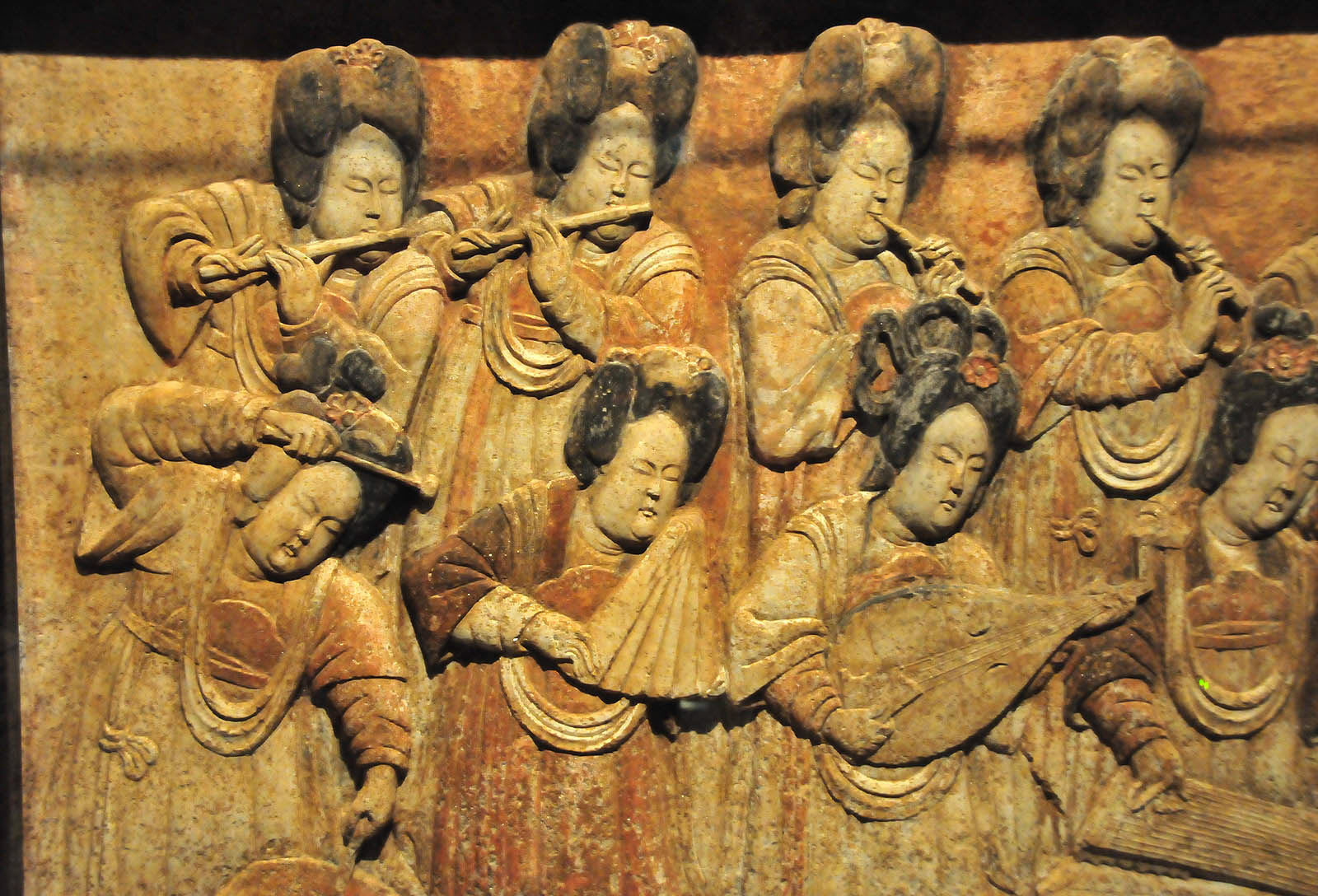
Musiciennes. Bas-relief, détail, marbre blanc peint. Cinq dynasties (907-960), après la chute de la dynastie Tang
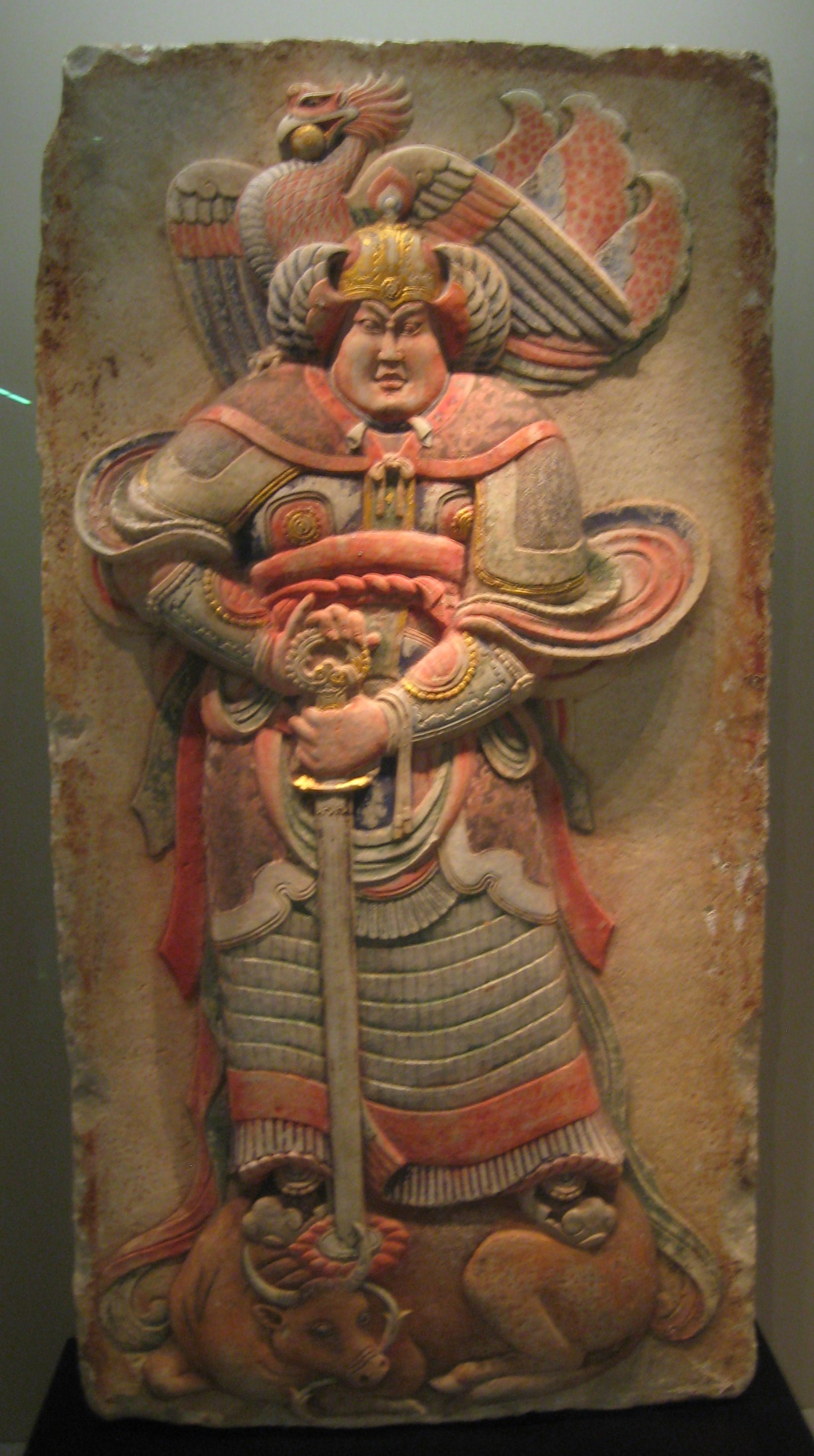
Guerrier. Pierre, bas-relief peint. Liang postérieurs (907-923)

### Objets d'art

Objets d'art
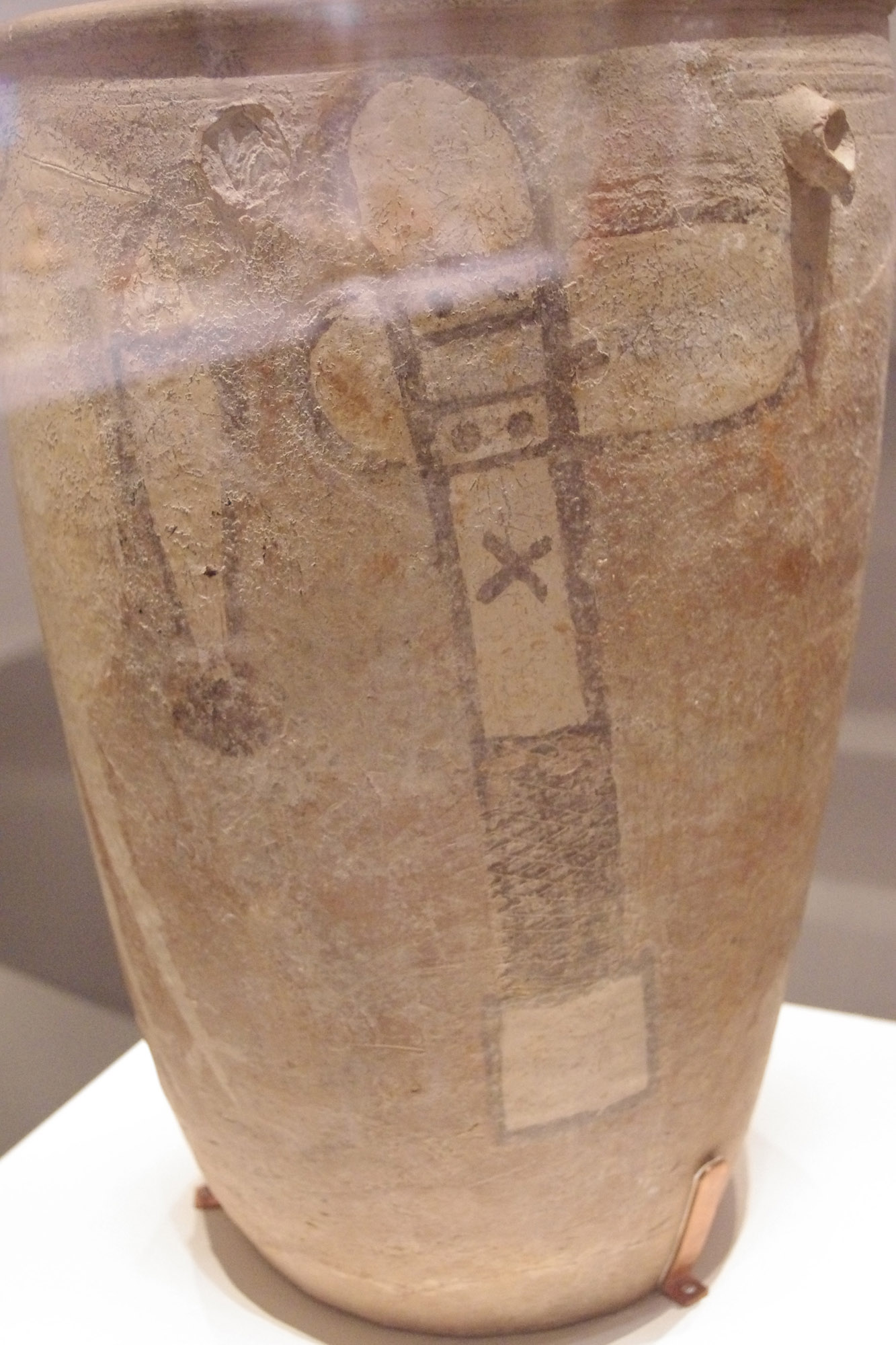
Urne de la culture néolithique de Yangshao (-5000/-3000), décorée d'une cigogne, d'un poisson et d'une hache de pierre[13].
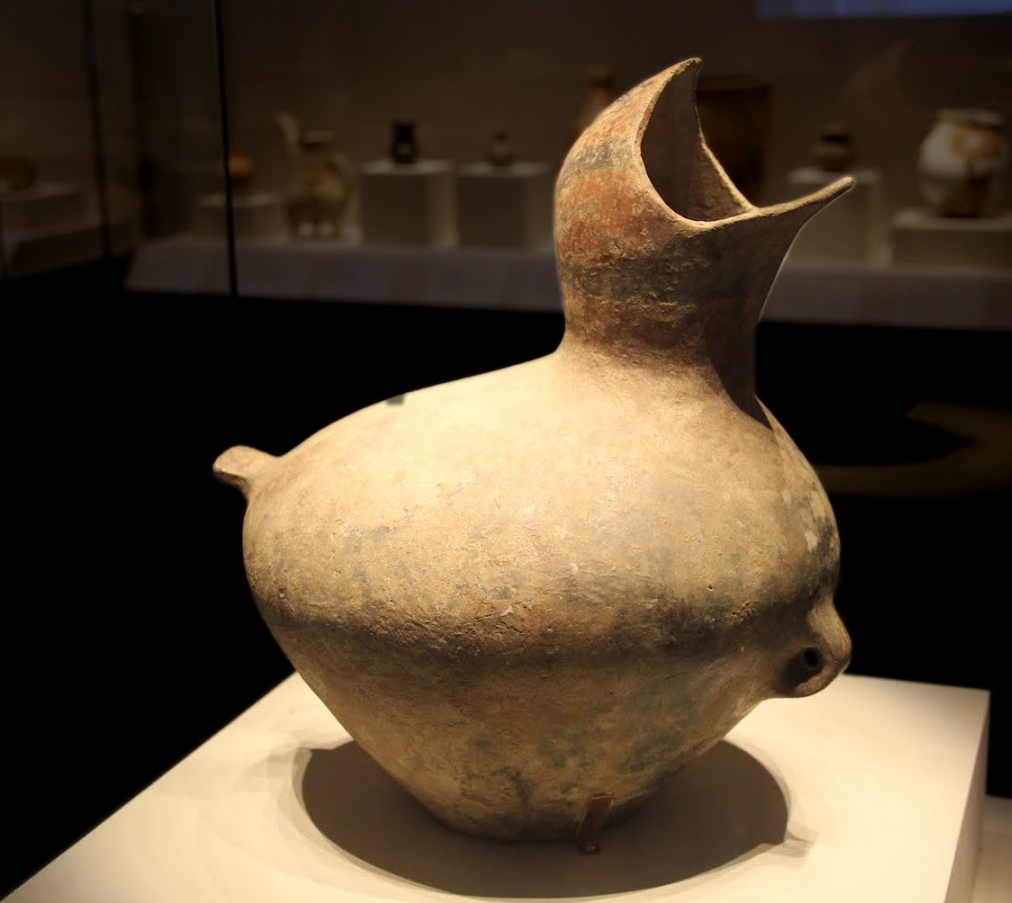
Jarre, terre cuite peinte en forme d'oisillon, culture de Xiaoheyan (3000-2600) (Culture de Hongshan). Mongolie-Intérieure
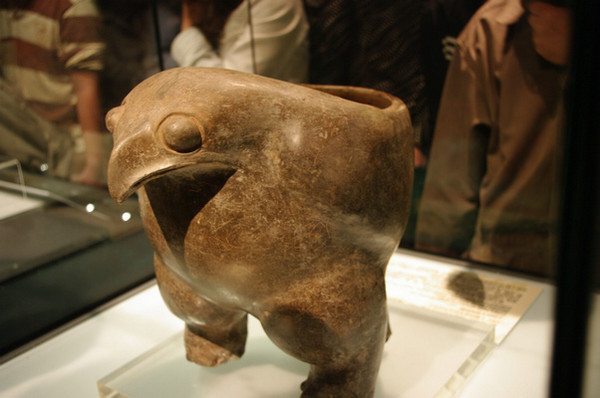
Poterie néolithique en forme d'aigle.
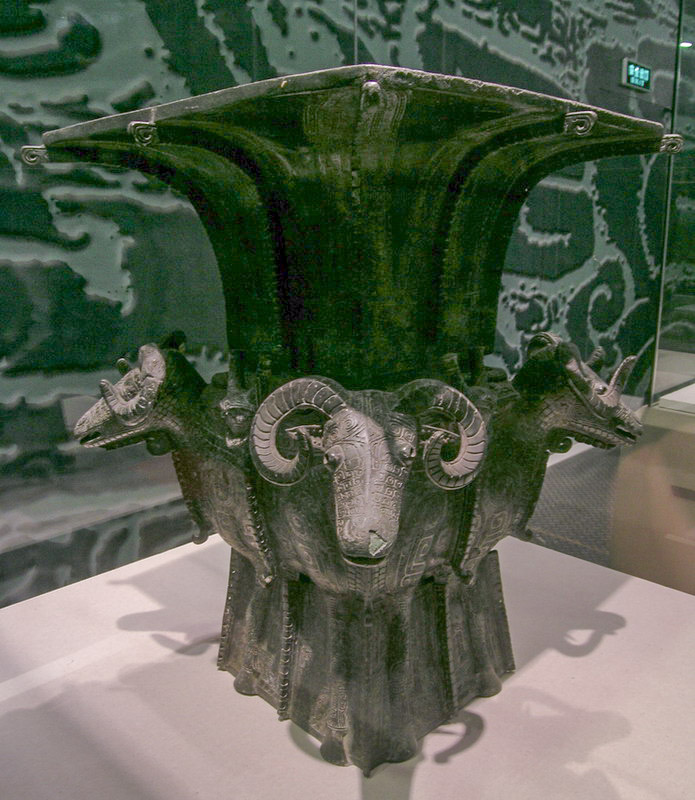
Zun carré aux quatre chèvres (en), vase zun en bronze, décoré de quatre chèvres, dynastie Shang, -XIIIe s.
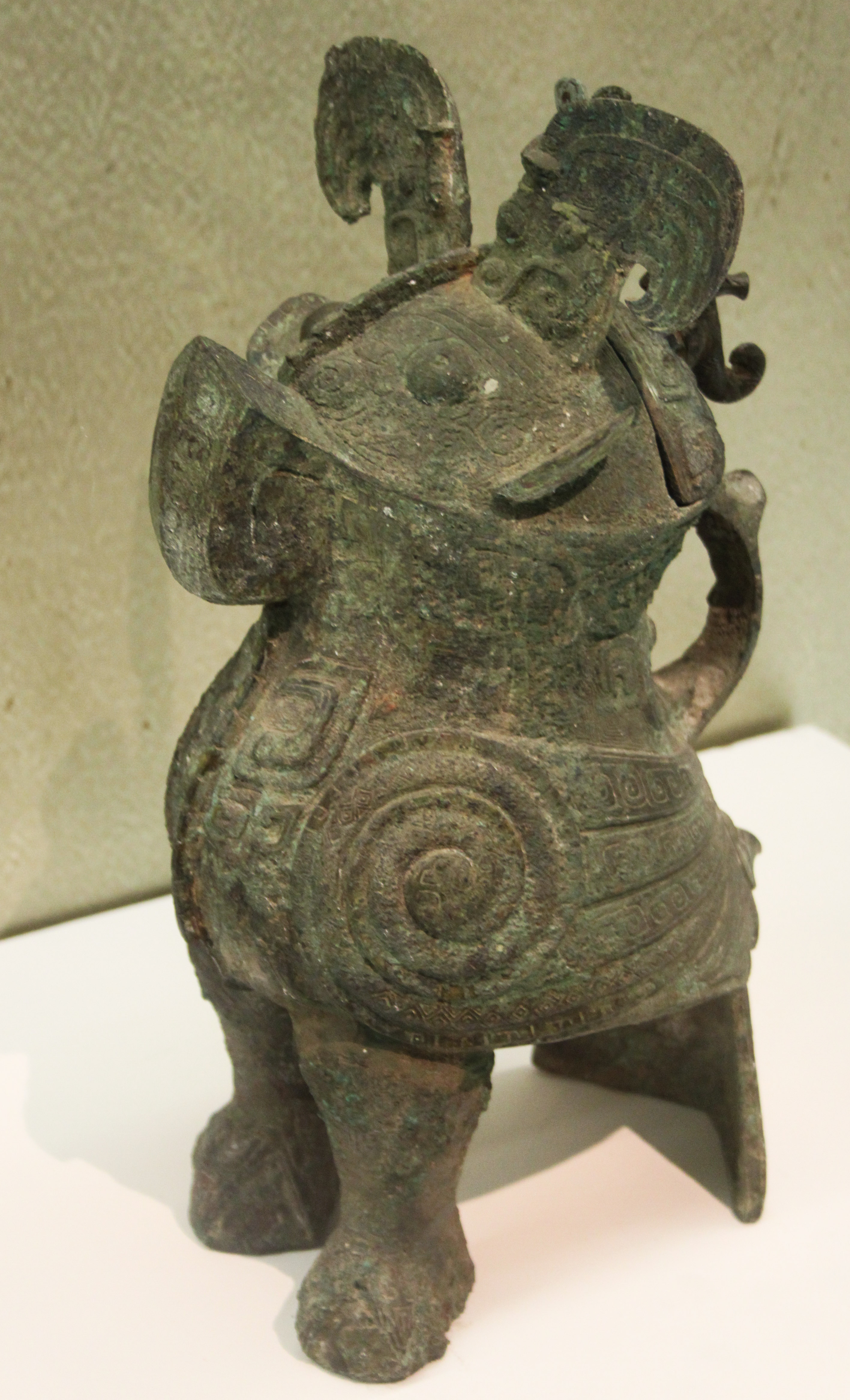
Vase zun en bronze en forme de hibou, dynastie Shang, -XIIIe/-XIIe s.
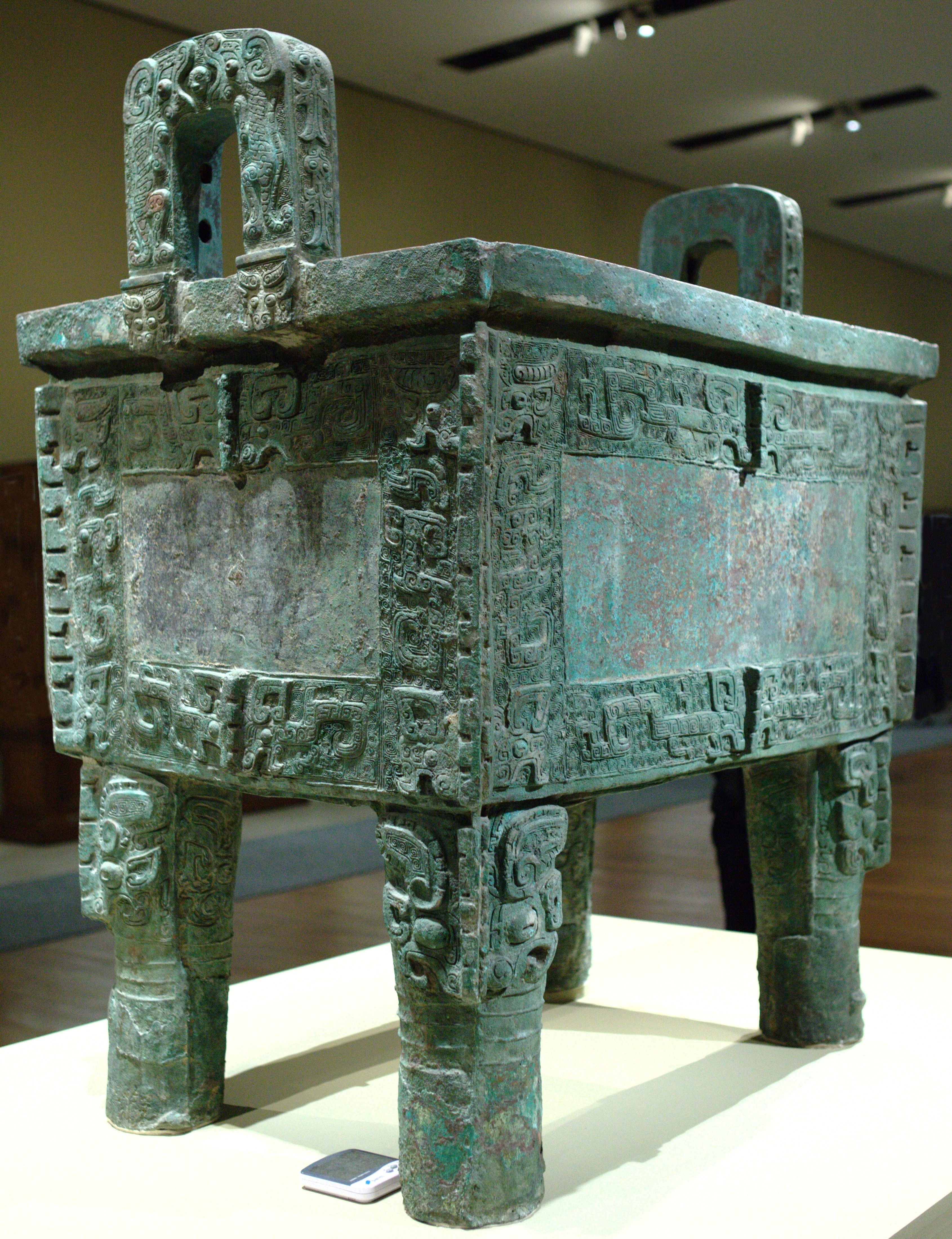
Houmuwu ding (en) (ou Simuwu ding), vase à vin rituel, fin de la dynastie Shang, Anyang (v. 1300-1046 AEC)
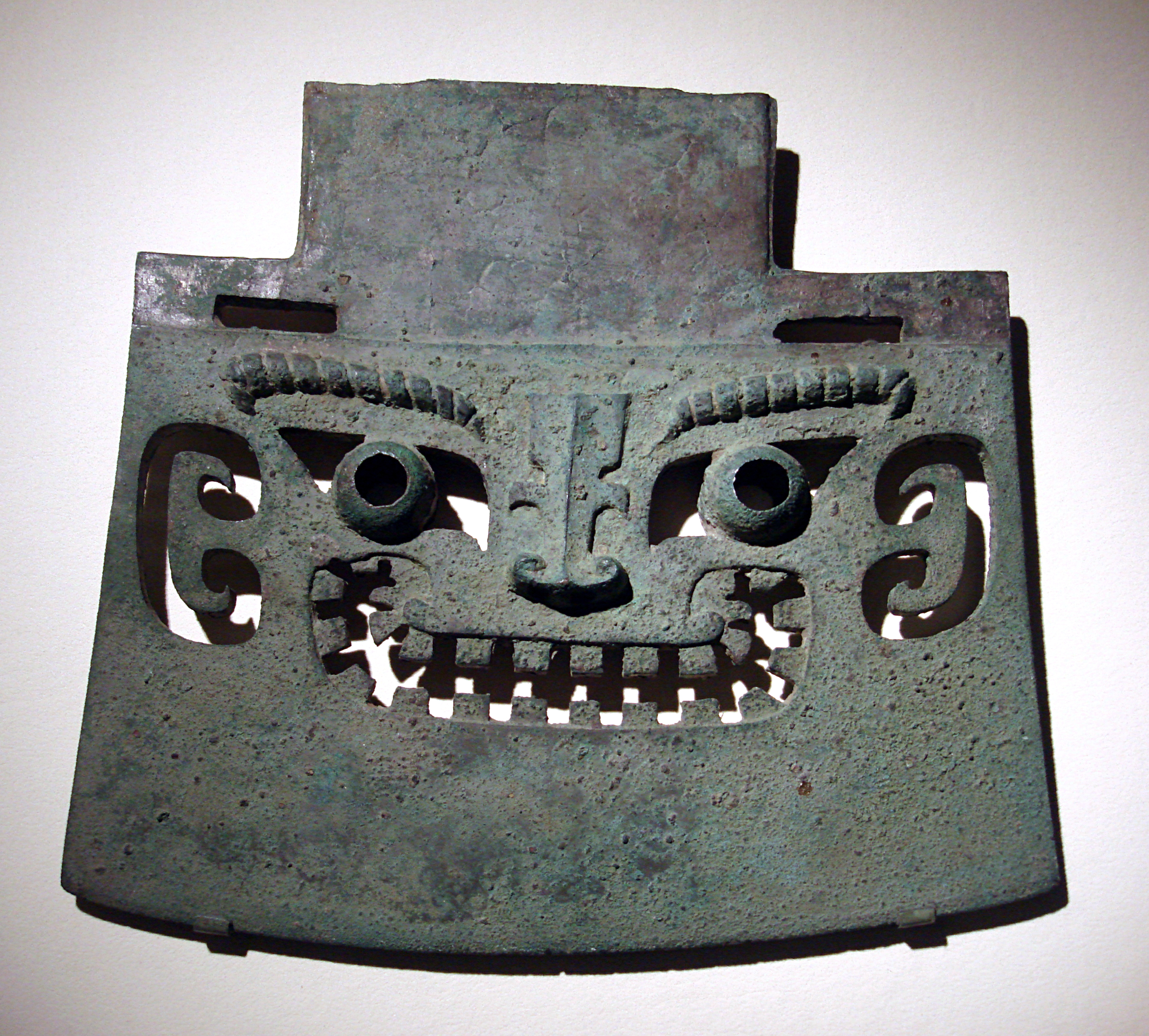
Hache d'armes, Shang. XIIe – XIe siècle AEC. Shandong.
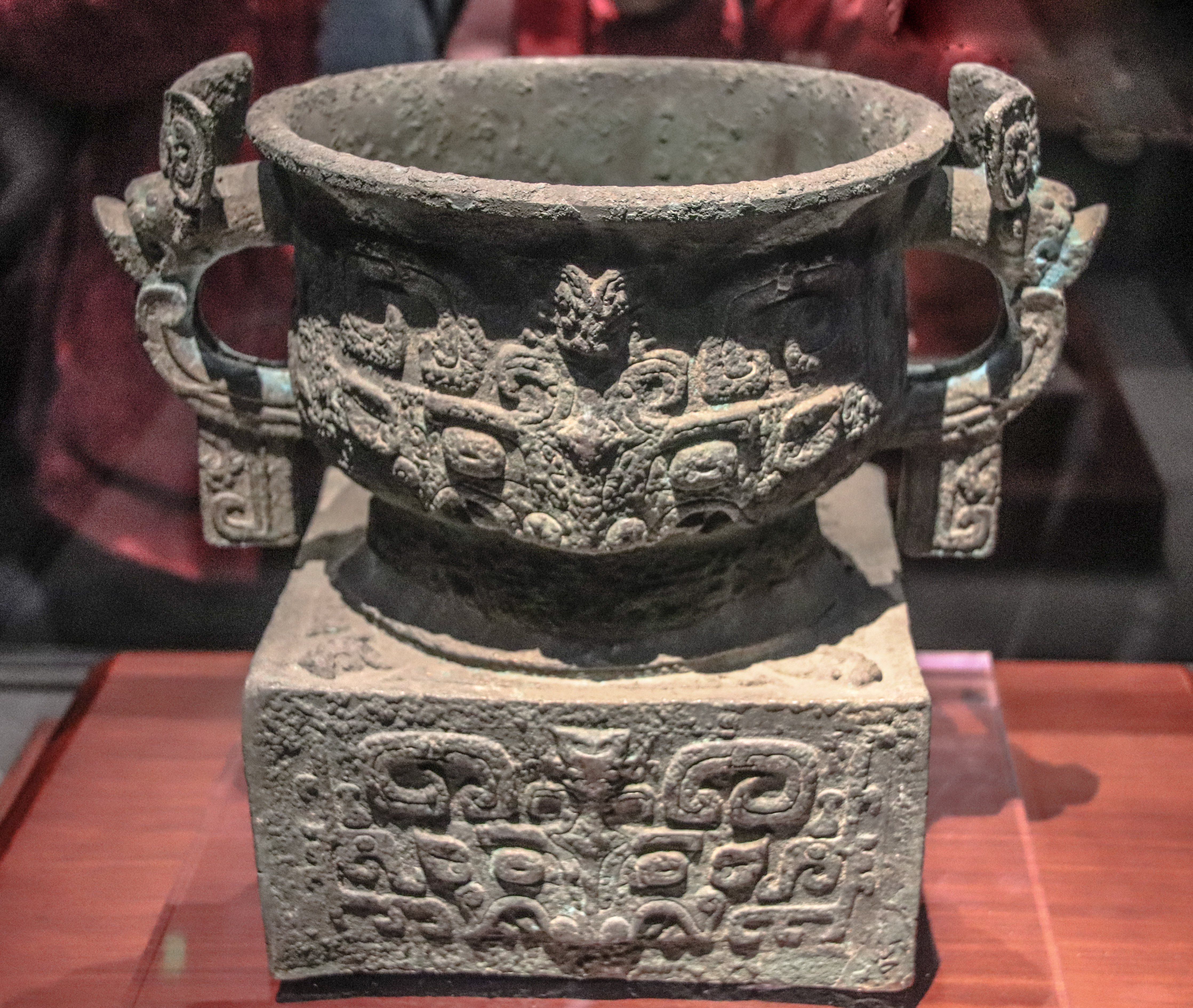
Gui (vase) en bronze, dynastie Zhou, -XIe/-VIIIe s.
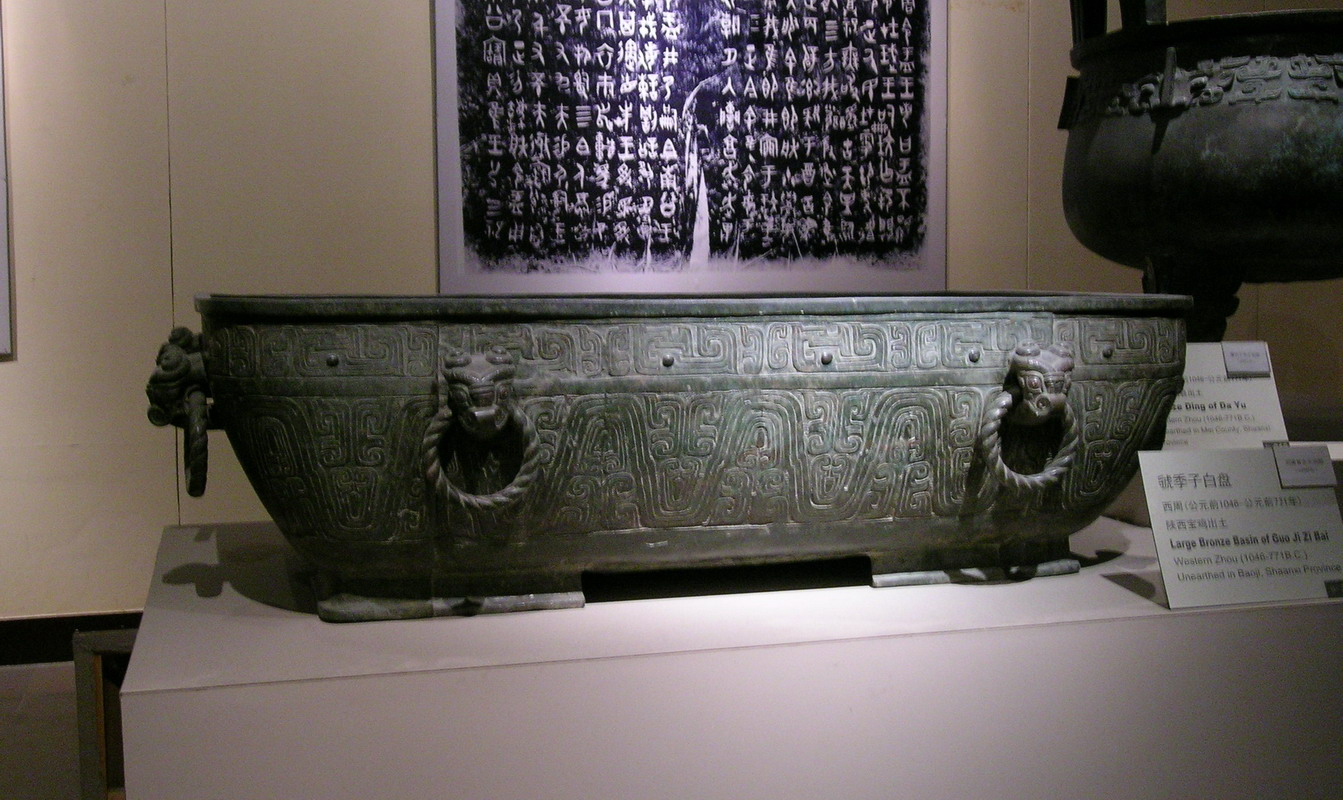
Guoji Zibai (en) : grand bassin en bronze avec inscription, trouvé à Baoji, Shaanxi. Période Xuanwang de la dynastie Zhou de l'Ouest (-827/-782).
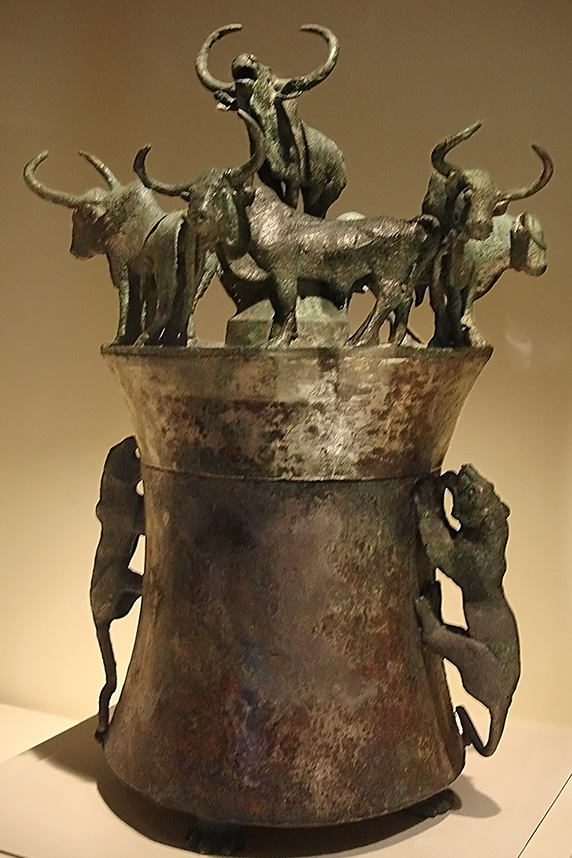
Vase à cauries : tigres et bœufs. Royaume de Dian, Yunnan (IVe – IIe siècle AEC)
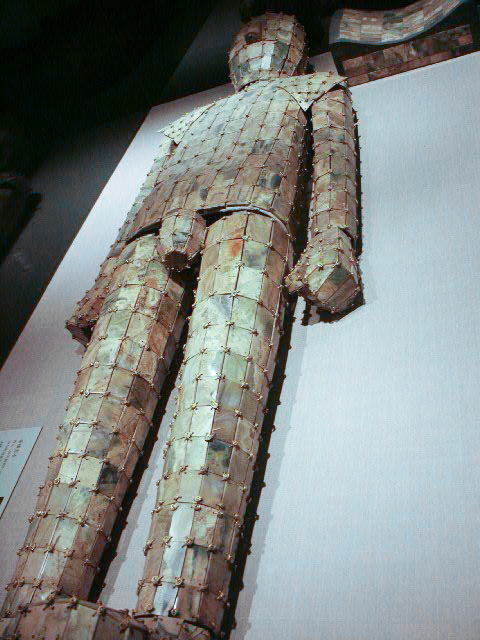
Vêtement funéraire de jade et d'or. Dynastie Han de l'Ouest (200 AEC - 8 EC)
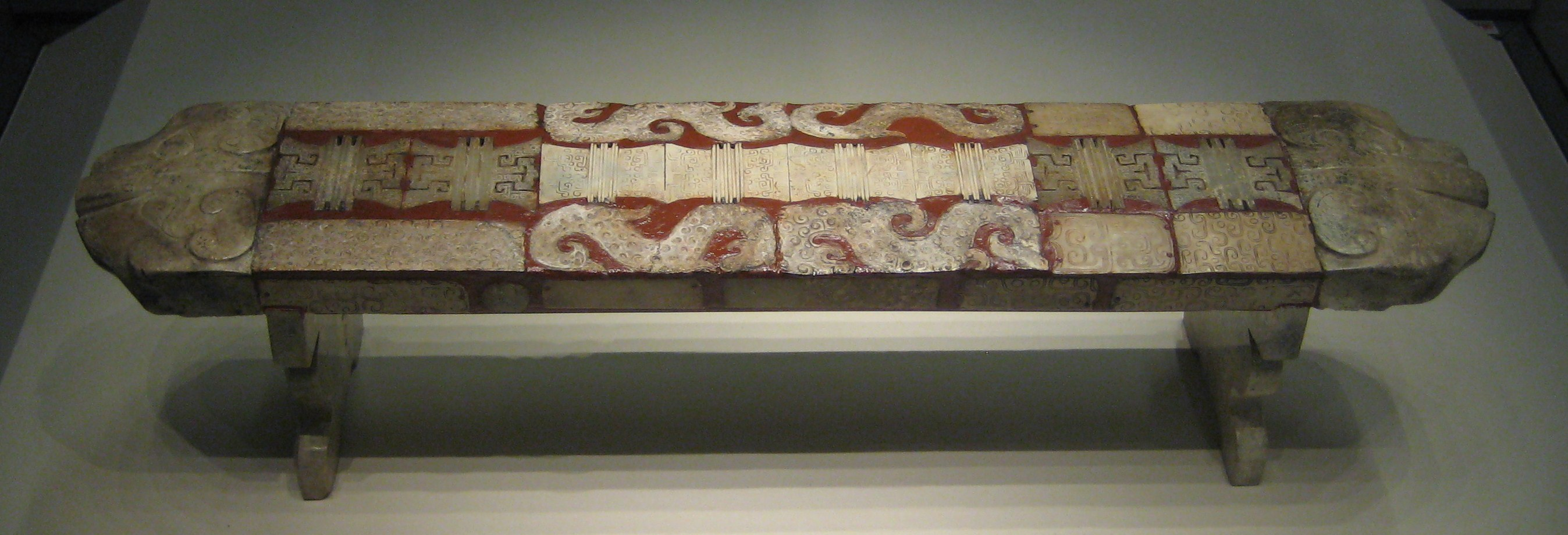
Coussin en jade, dynastie des Han occidentaux.
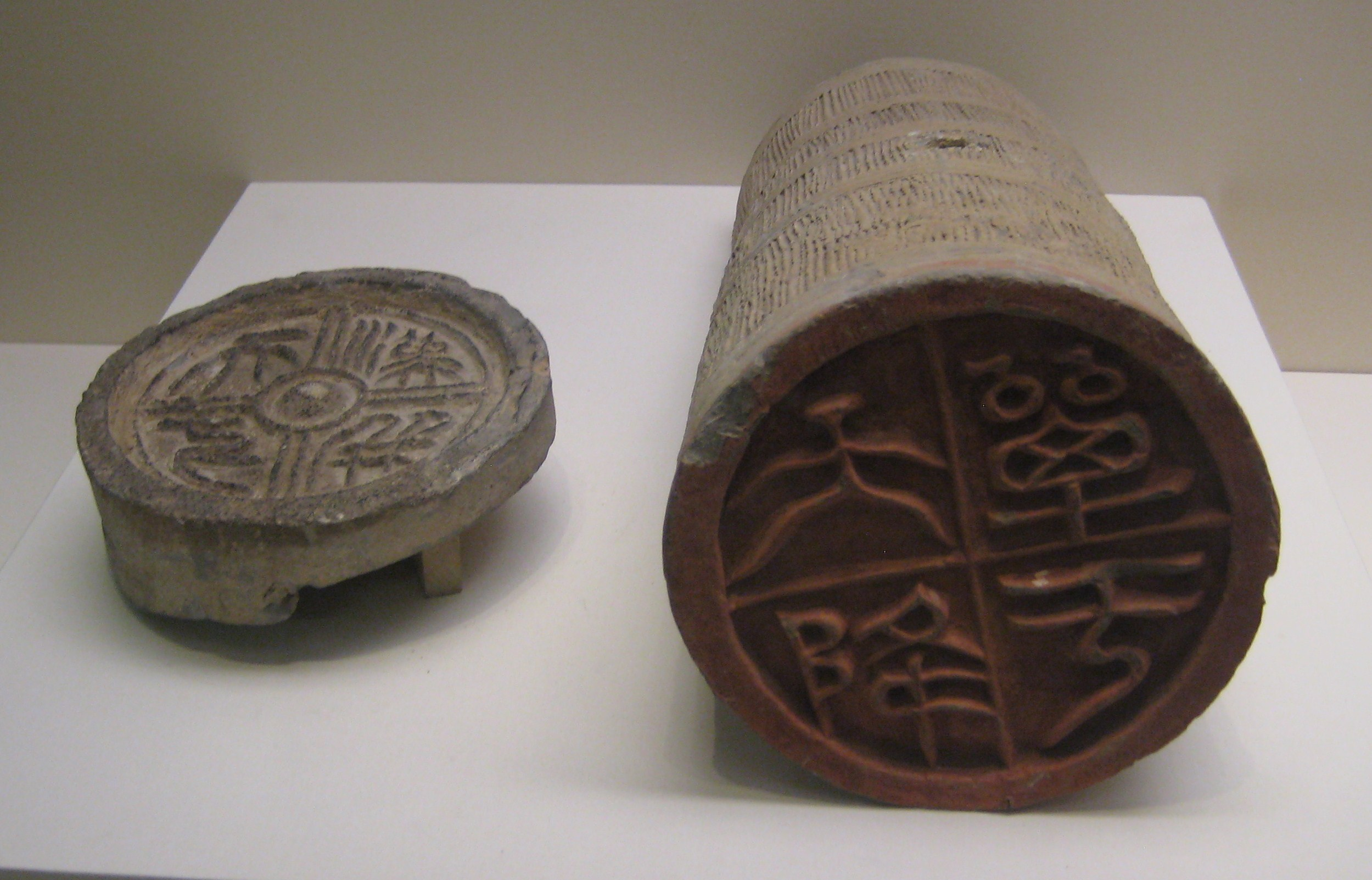
Sceau en céramique, dynastie des Han occidentaux.
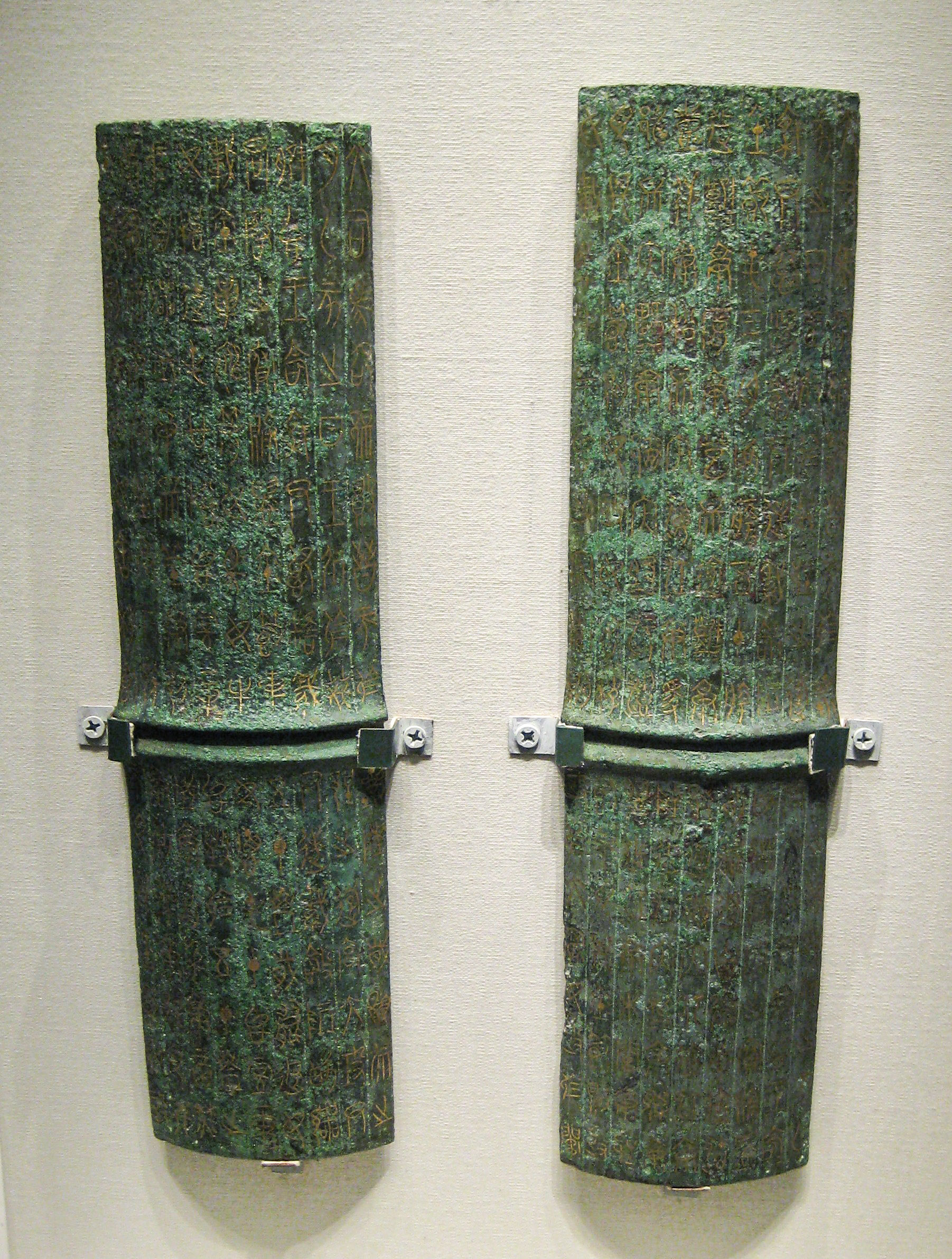
Bâtons de comptage avec inscriptions. Période des Royaumes combattants (323).
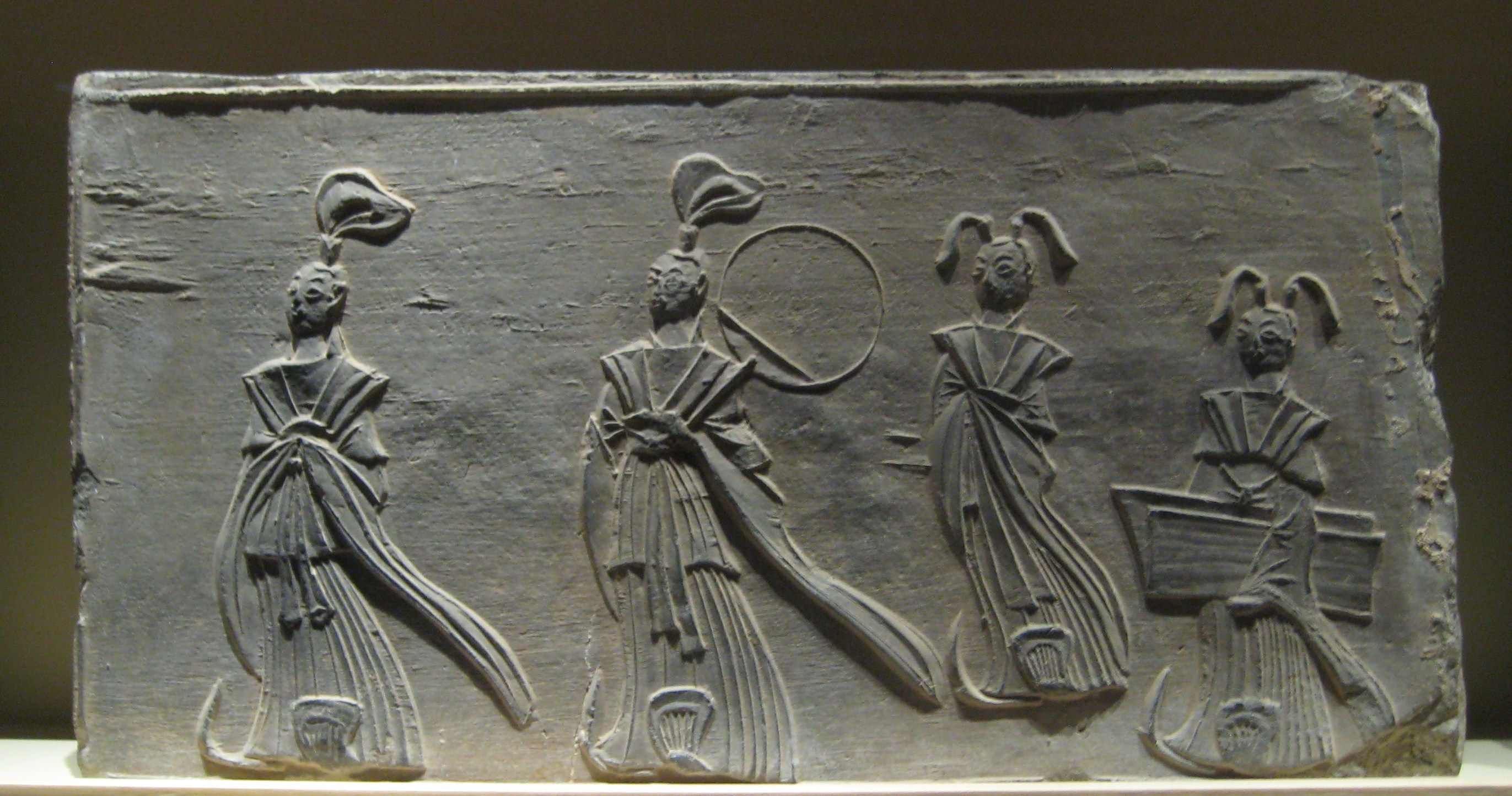
Relief en céramique montrant deux savants et deux servantes. Période Liu Song des dynasties du Sud. Trouvé à Xuezhuang, Dengxian, province du Henan.
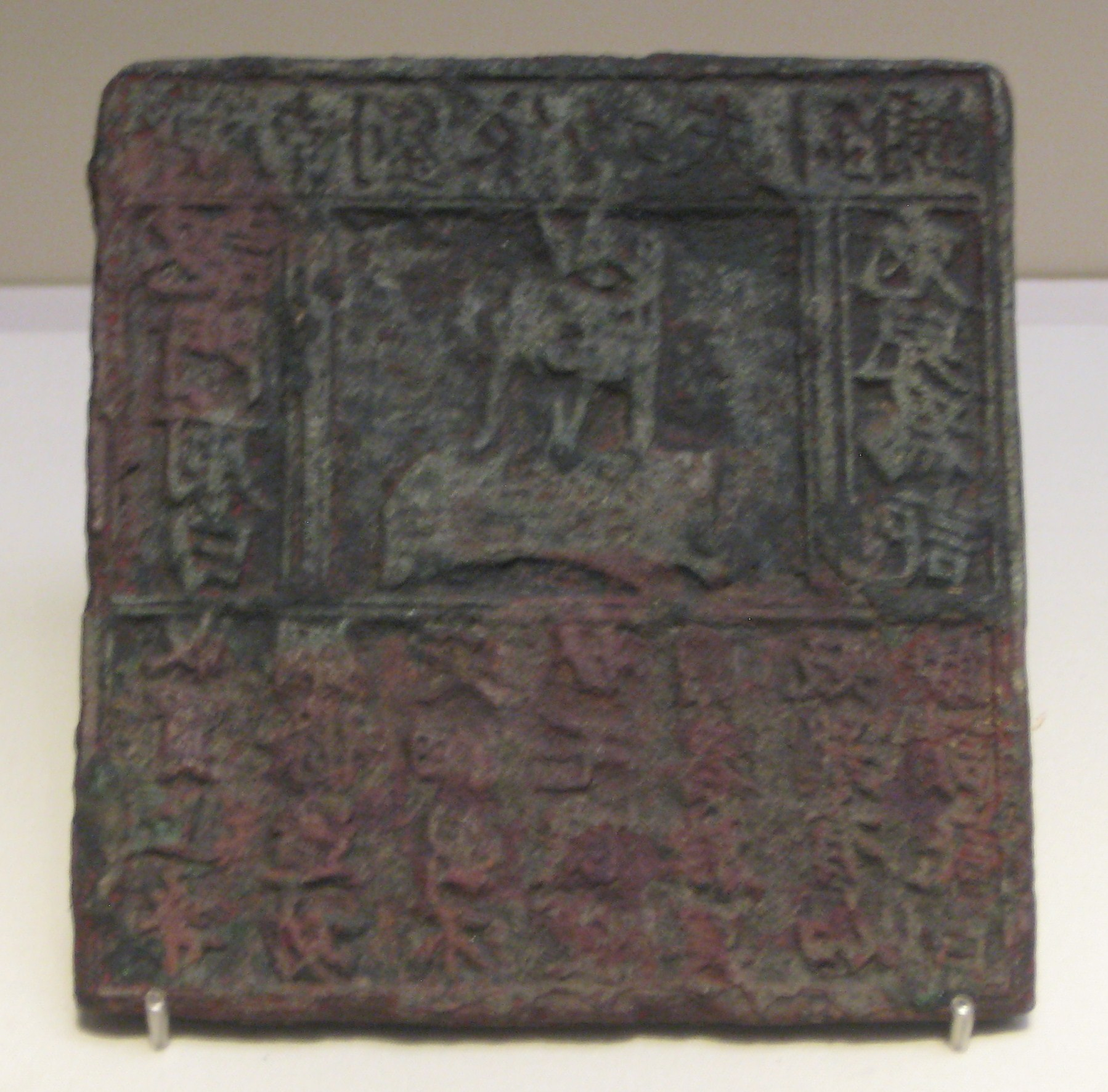
Relief en bronze pour l'impression d'une annonce commerciale. Jinan, dynastie Song.
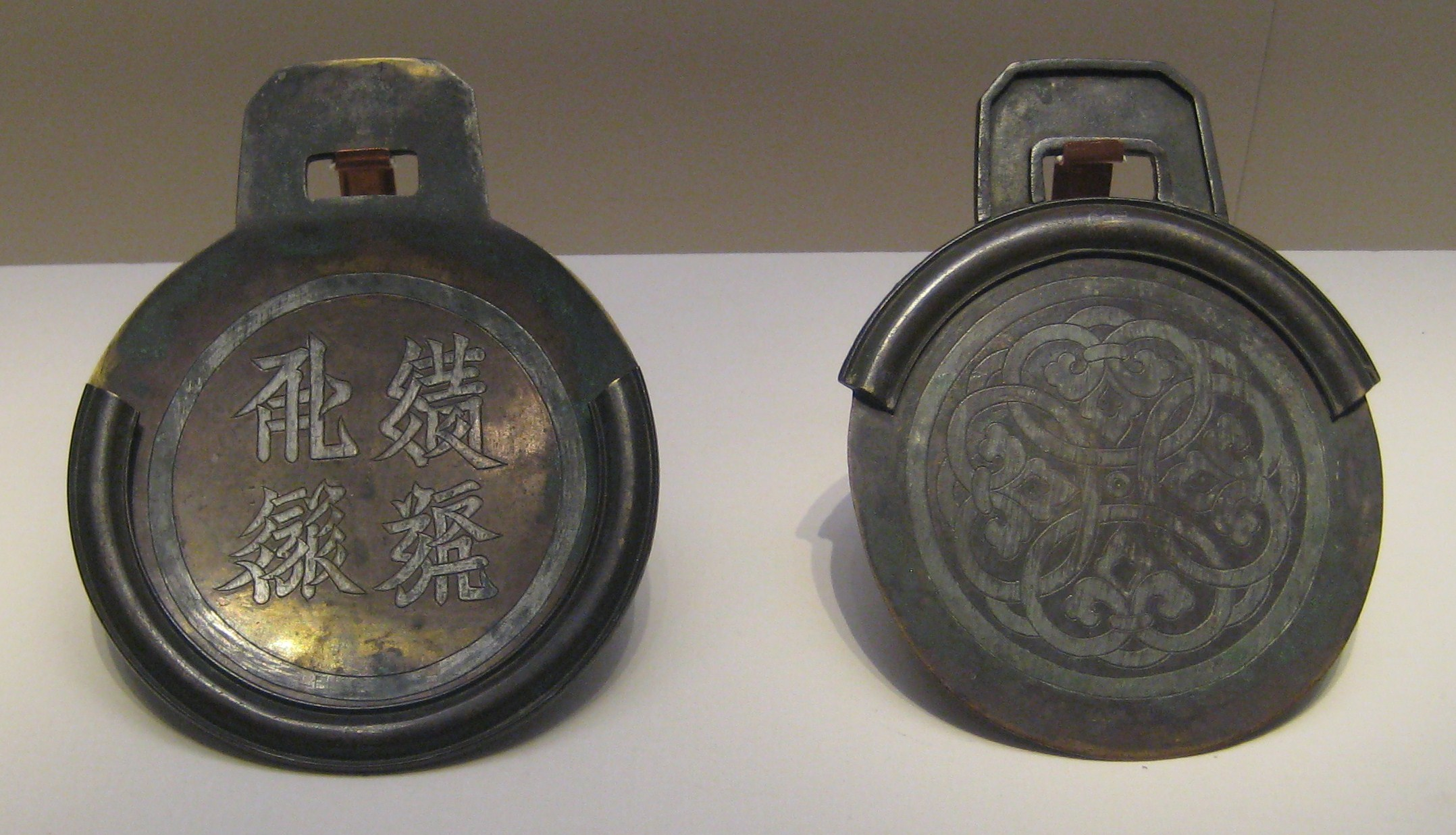
Badge en bronze en deux parties, avec inscription en argent. Xia de l'Ouest (1038-1227).
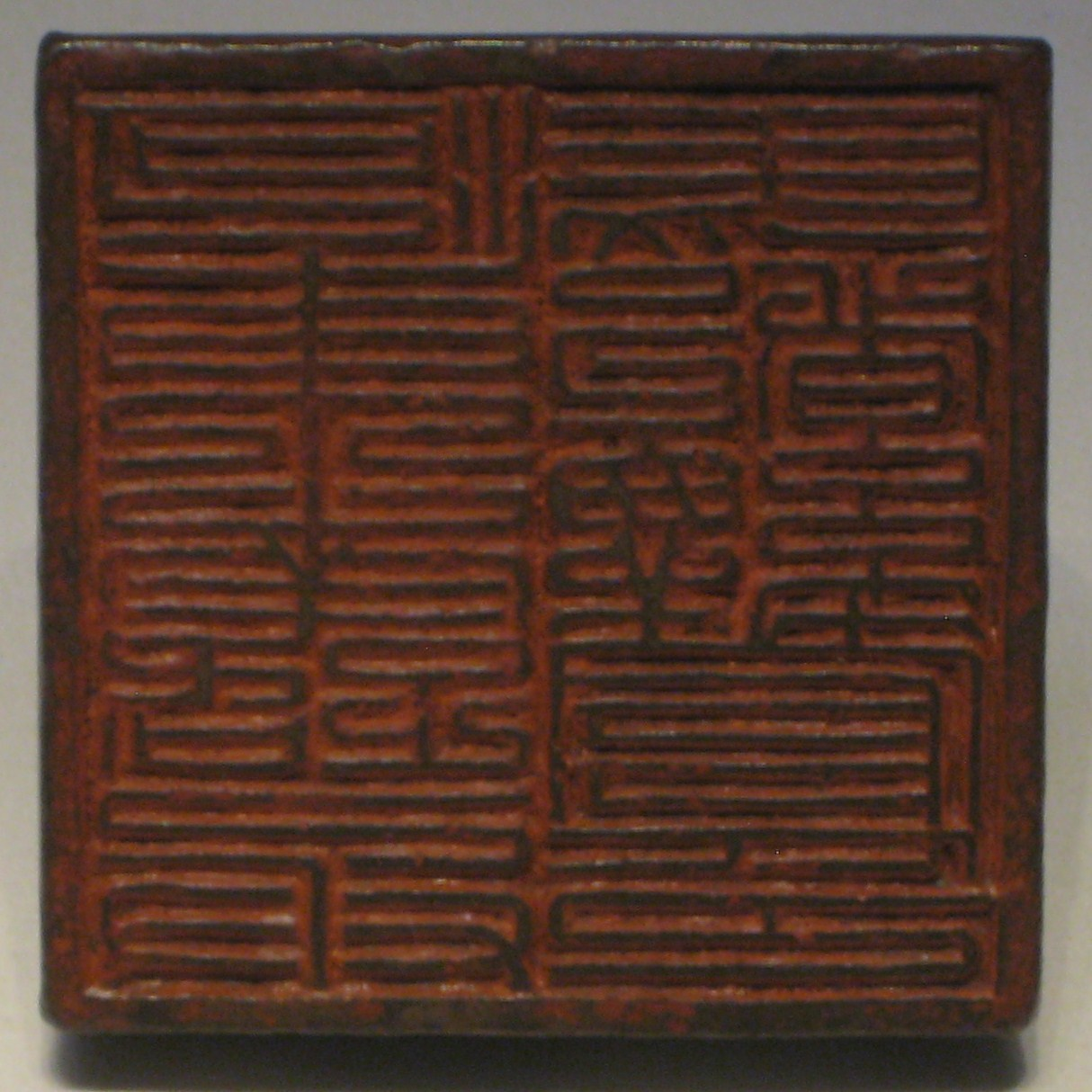
Sceau en bronze, inscrit 河東南路兵馬都總管印 « sceau de Bingmadu, administrateur général de la route de la rivière du sud-est », dynastie Jin, daté de 1171.
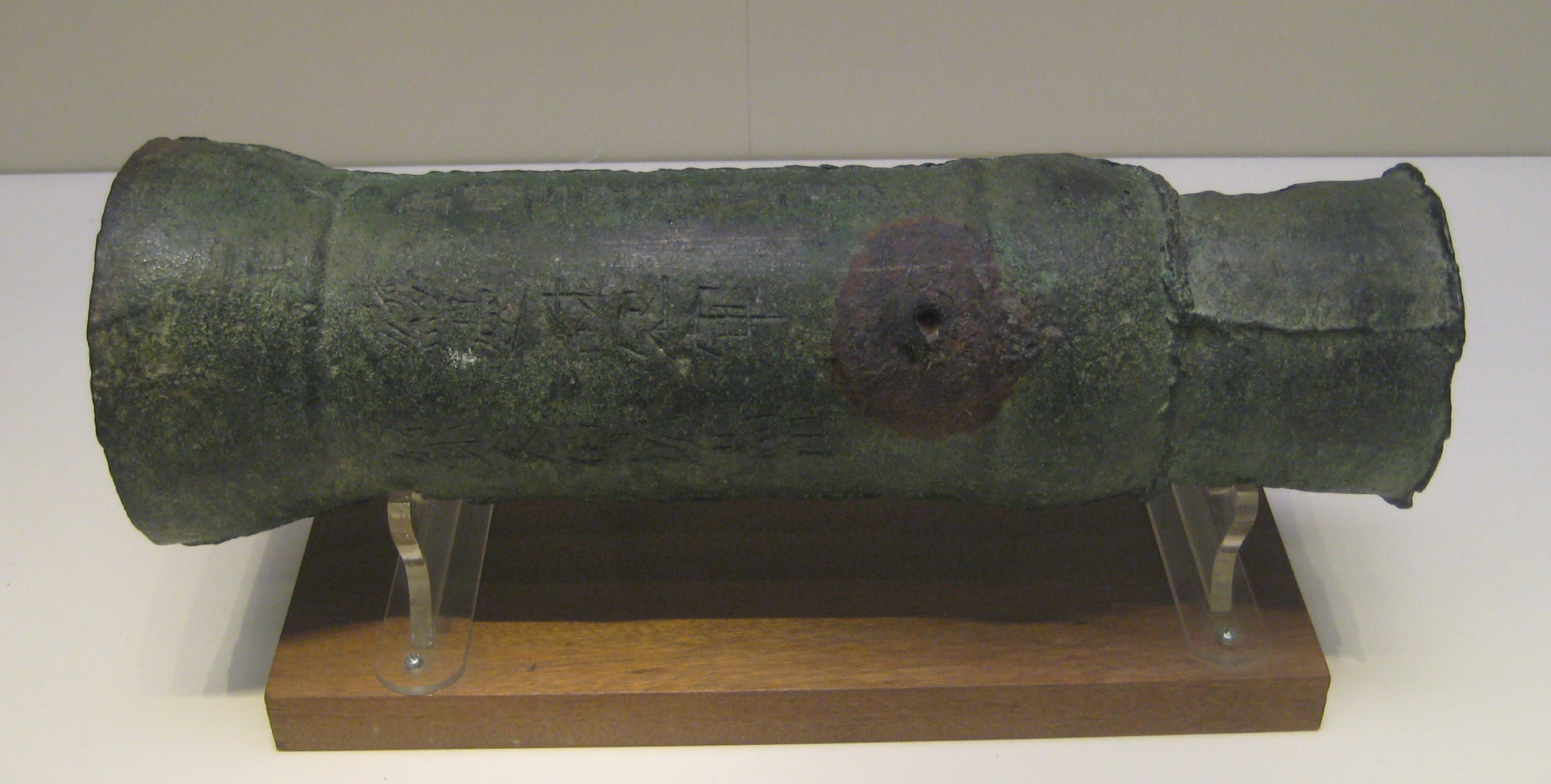
Canon en bronze de la dynastie Yuan, avec l'inscription datée de la 3e année de l'ère Zhiyuan (1332), dynastie Yuan. C'est la première pièce d'artillerie datée précisément.
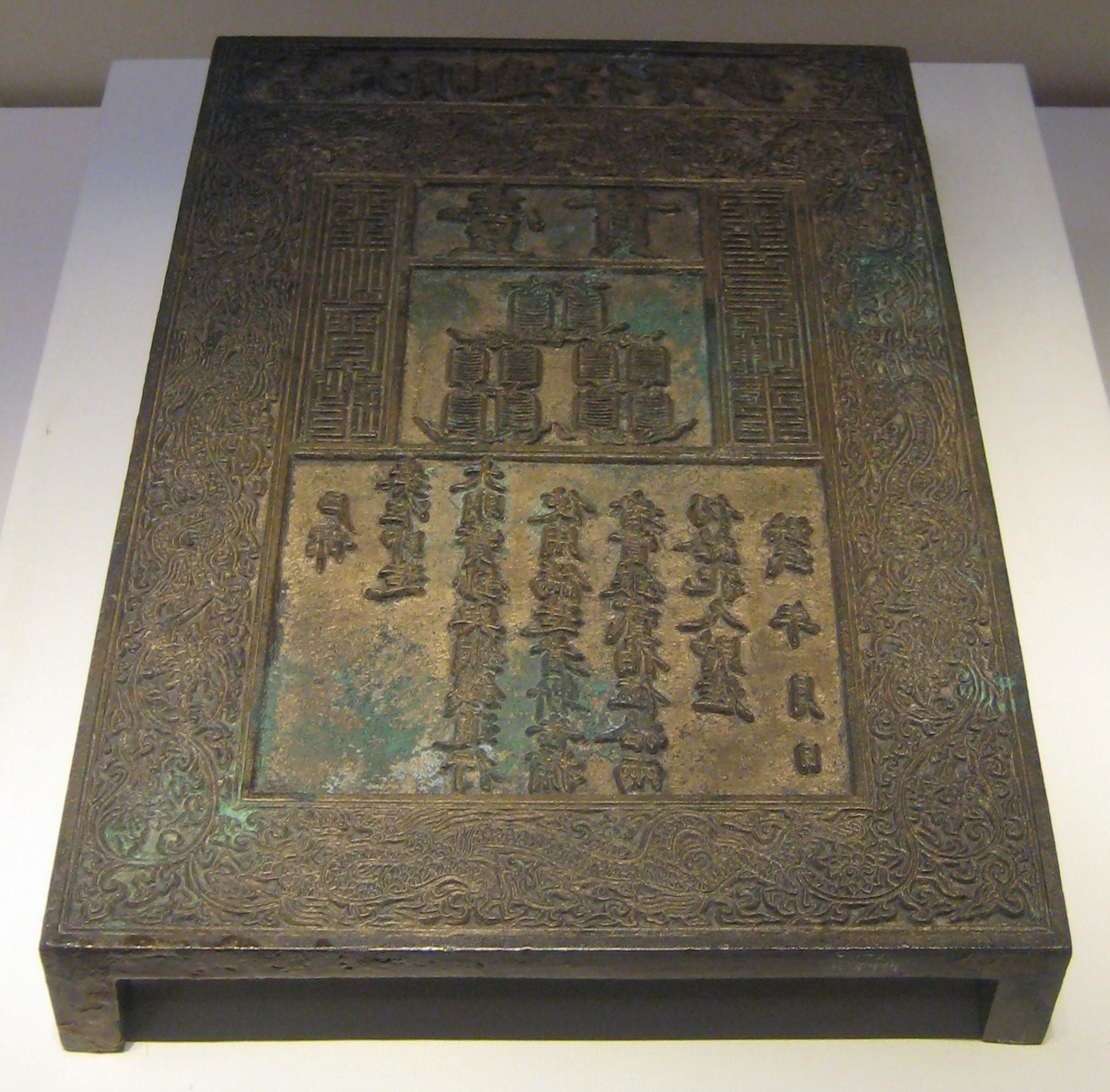
Plaque d'impression de billets, dynastie Ming.
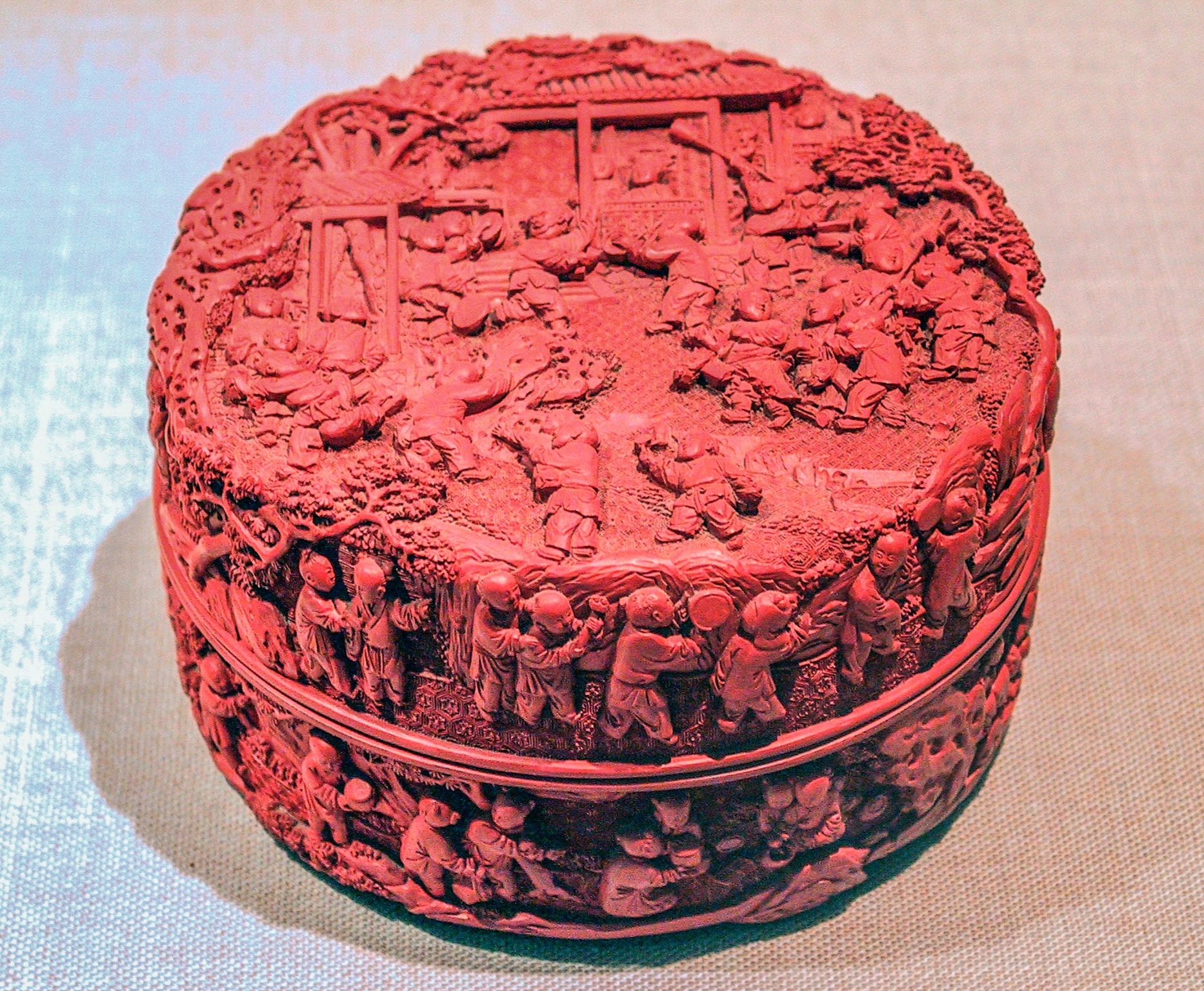
Boîte en laque rouge de la dynastie Qing.

### Céramique, peinture, dessin

Céramique, peintures, dessins
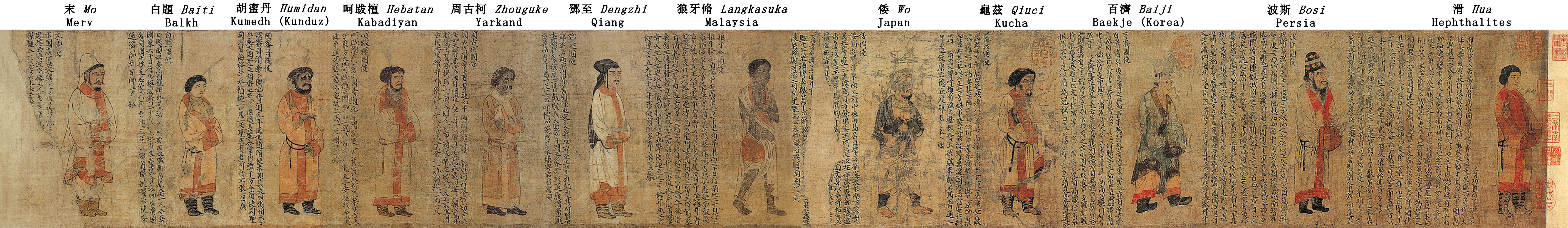
Portraits des offrandes périodiques des Liang avec description de chaque ambassadeur, peinture du VIe siècle.
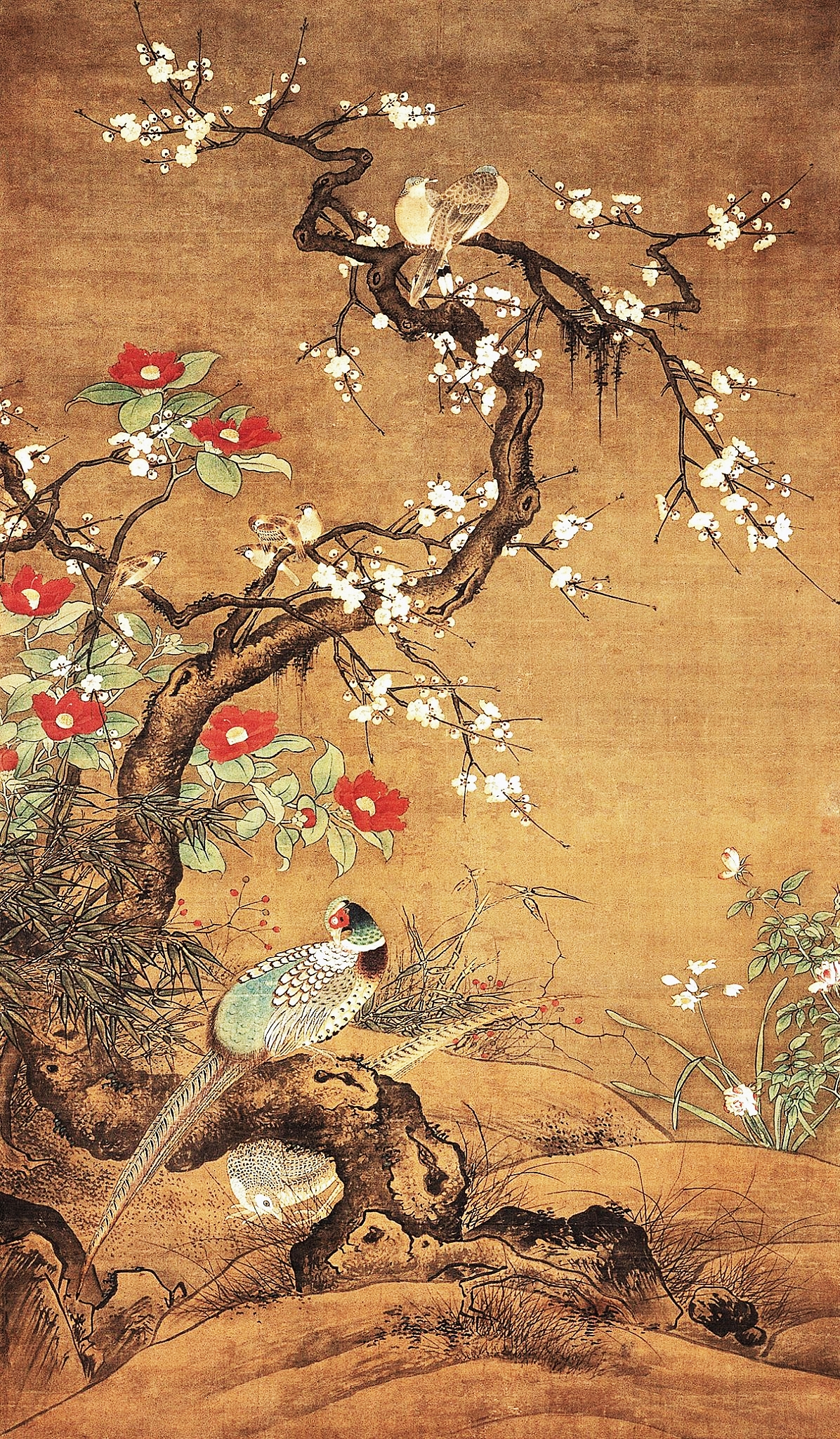
Faisans et camélias. Lü Ji, v. 1500. Encre et couleurs sur soie. Dynastie Ming (1368–1644)
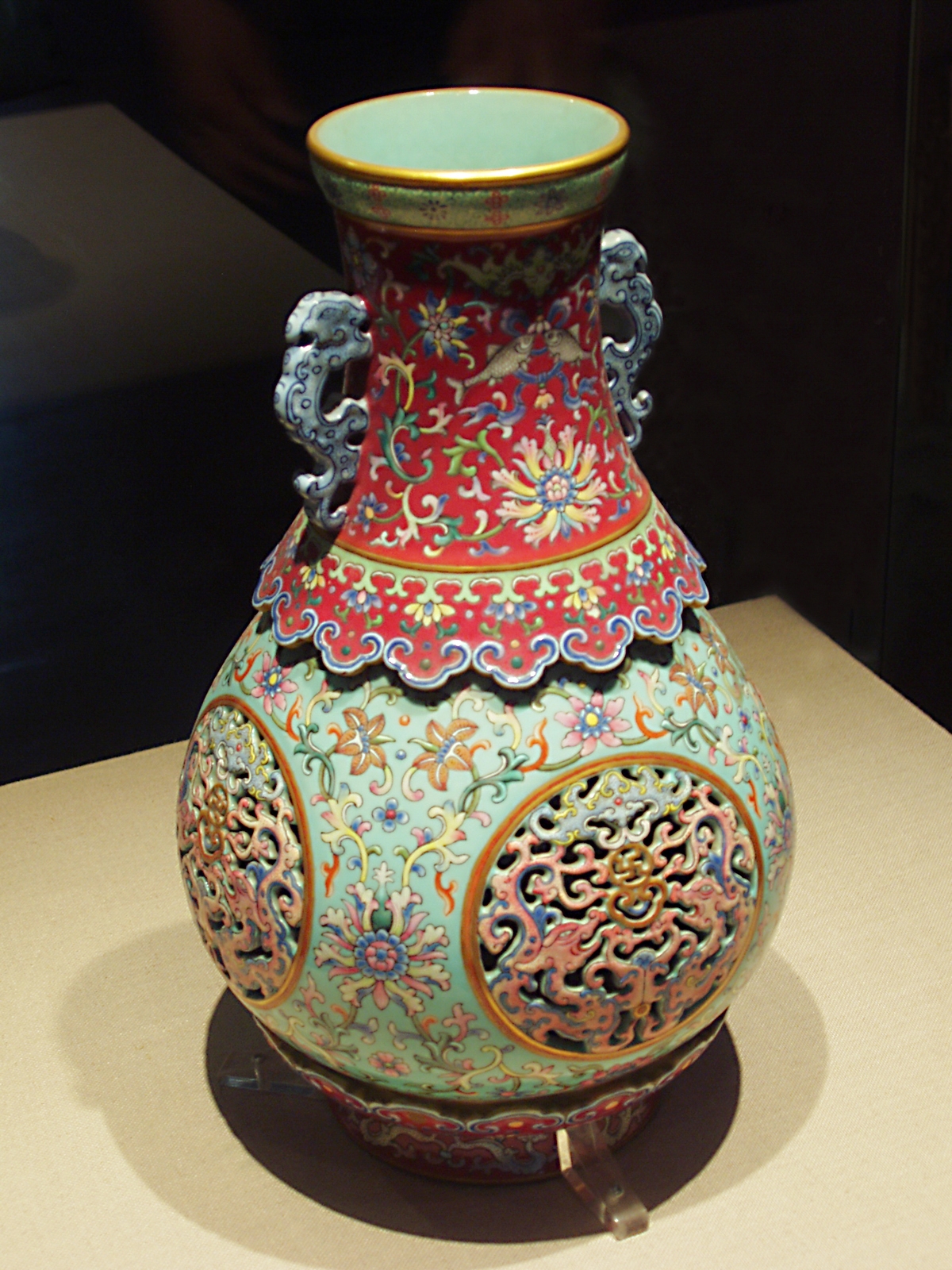
Vase double. Porcelaine, décor ajouré et émaux polychromes. Dynastie Qing (1644-1912)
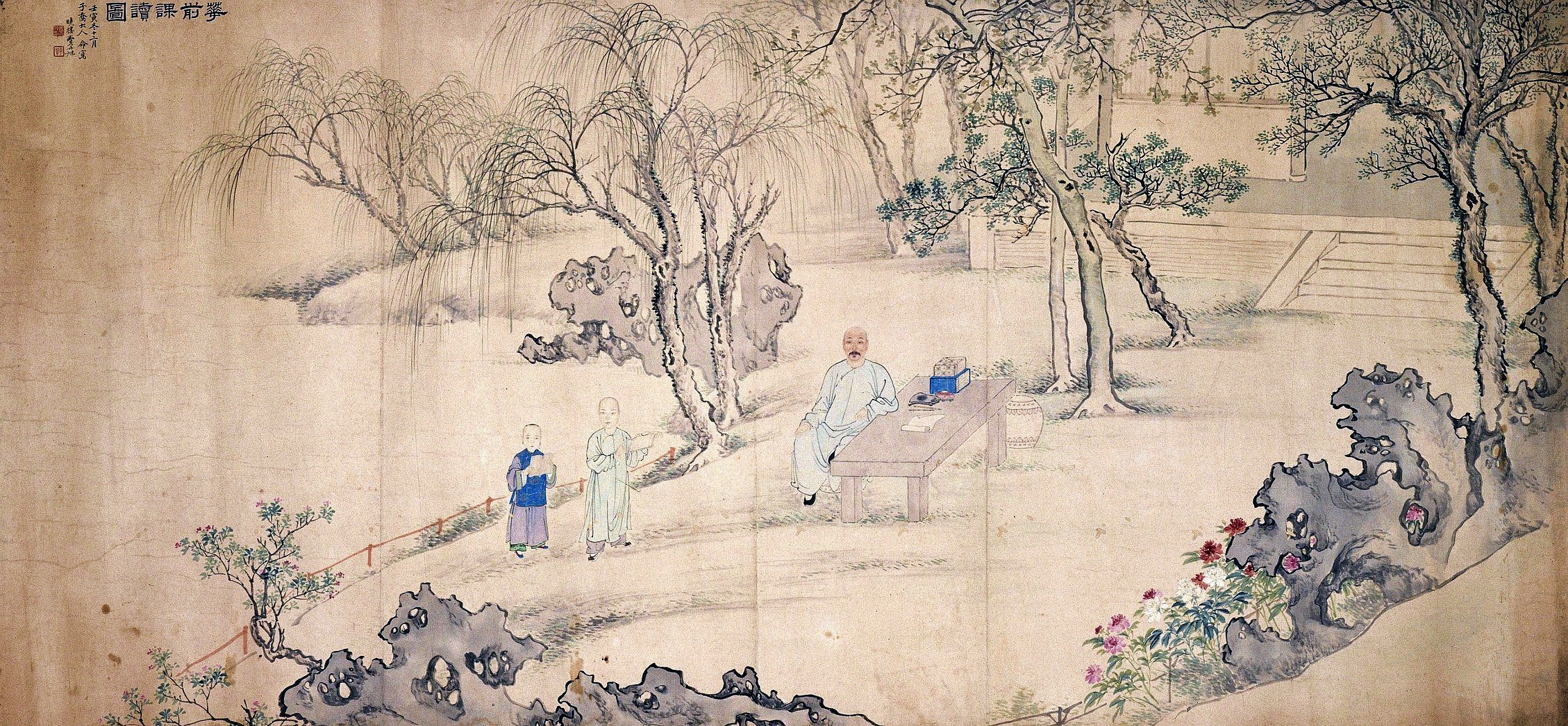
La leçon de Wei Danxu dans le jardin fleuri. Fei Danxu (1801-1850). Encre, couleurs légères et or sur papier. v. 1825-50. Dynastie Qing

### Photographie

Photographies historiques
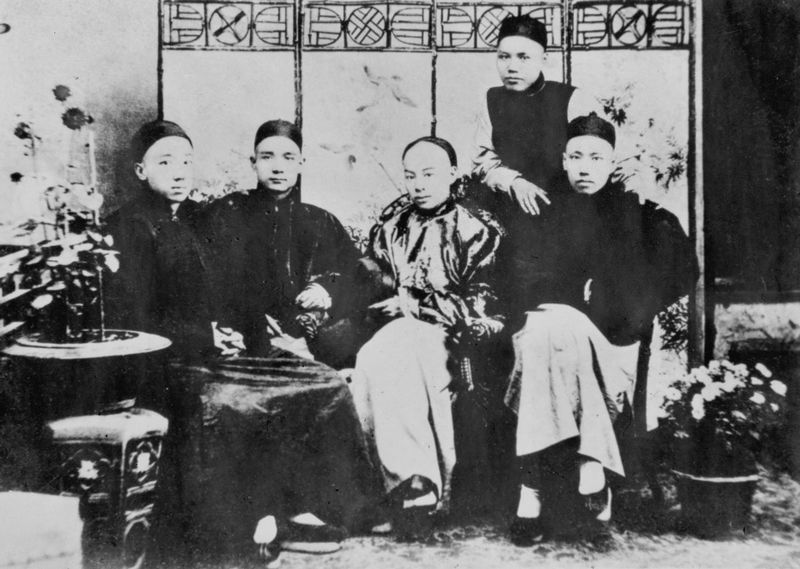
Photographie de Sun Yat Sen (le 2e à gauche) parmi d'autres jeunes étudiants de Hong Kong en 1892
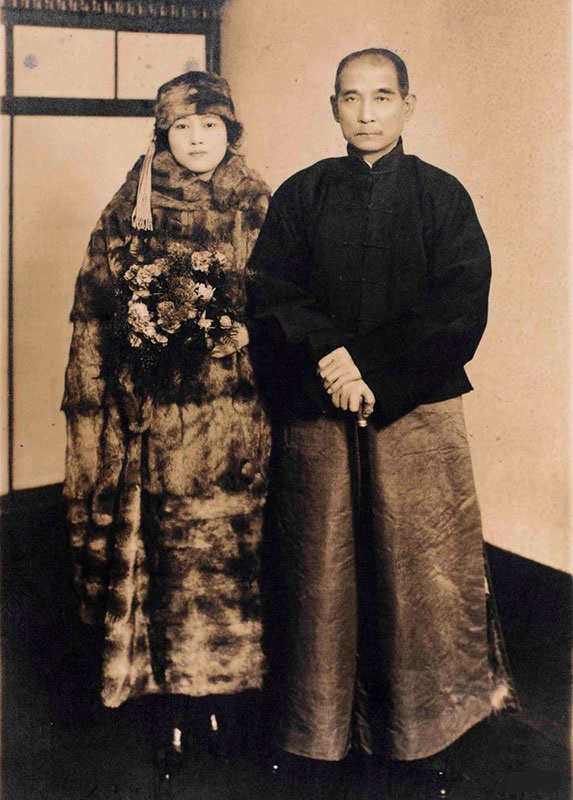
Photographie de Sun Yat Sen et Song Qingling, au Japon en 1924
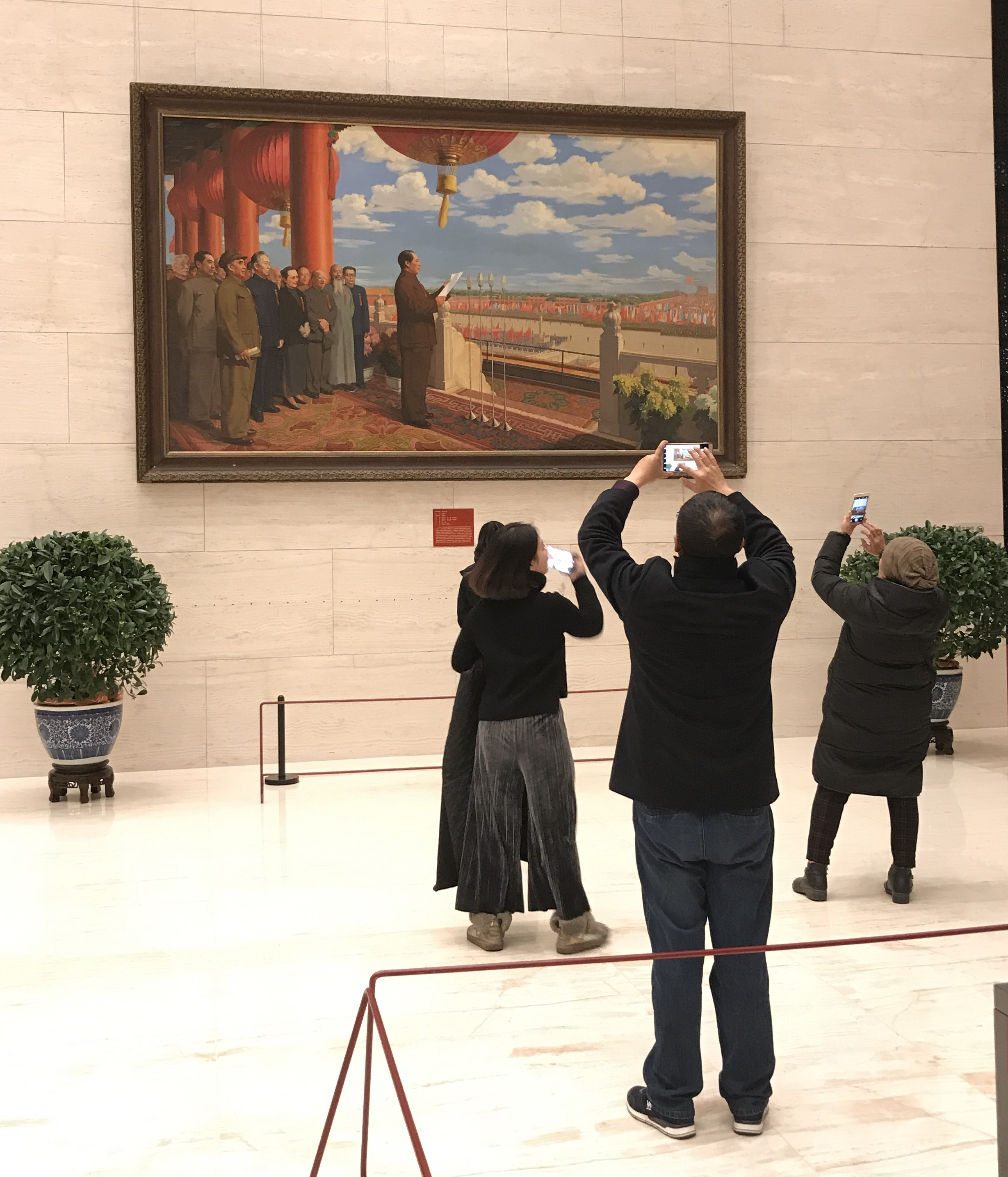
Cérémonie de proclamation du nouvel État (après modification, sans Liu Shaoqi et Gao Gang). Dong Xiwen, 1953 -

## Informations pratiques
(en) Informations générales et plan du musée sont présentés sur china discovery.com. L'exposition permanente sur l'histoire de la Chine, avec l'archéologie, les bronzes, etc. se trouve au rez-de-chaussée (Floor plan : B1, cliquable, puis les autres niveaux). Une salle des jades anciens est ouverte au 5e et la salle Sud 13 (S13). Les céramiques, dont ce que nous appelons "porcelaines" se trouvent dans la salle N17. Dans la culture chinoise la distinction n'existe pas en ces termes, et le terme anglais porcelain est employé dans ce sens large. L'autre grande exposition permanente, The Road of Rejuvenation, concerne la période qui couvre depuis le XIXe  jusqu'au XXIe siècle avec la modernité de l'art chinois avec le réalisme-socialiste, aux niveaux 2 et 3. Les galeries Nord et Sud (de 1 à 18) sont habituellement le lieu d'expositions temporaires ou avec la rotation rapide pour mieux préserver des œuvres fragiles, dont les thématiques vont des vêtements chinois et extrême-orientaux à l'art africain et aux parfums dans le monde, pour ne citer que quelques exemples caractéristiques de leur grande diversité. L'art chinois moderne et contemporain est en grande partie conservé au Musée d'Art national de Chine (NAMOC).